# Освіта

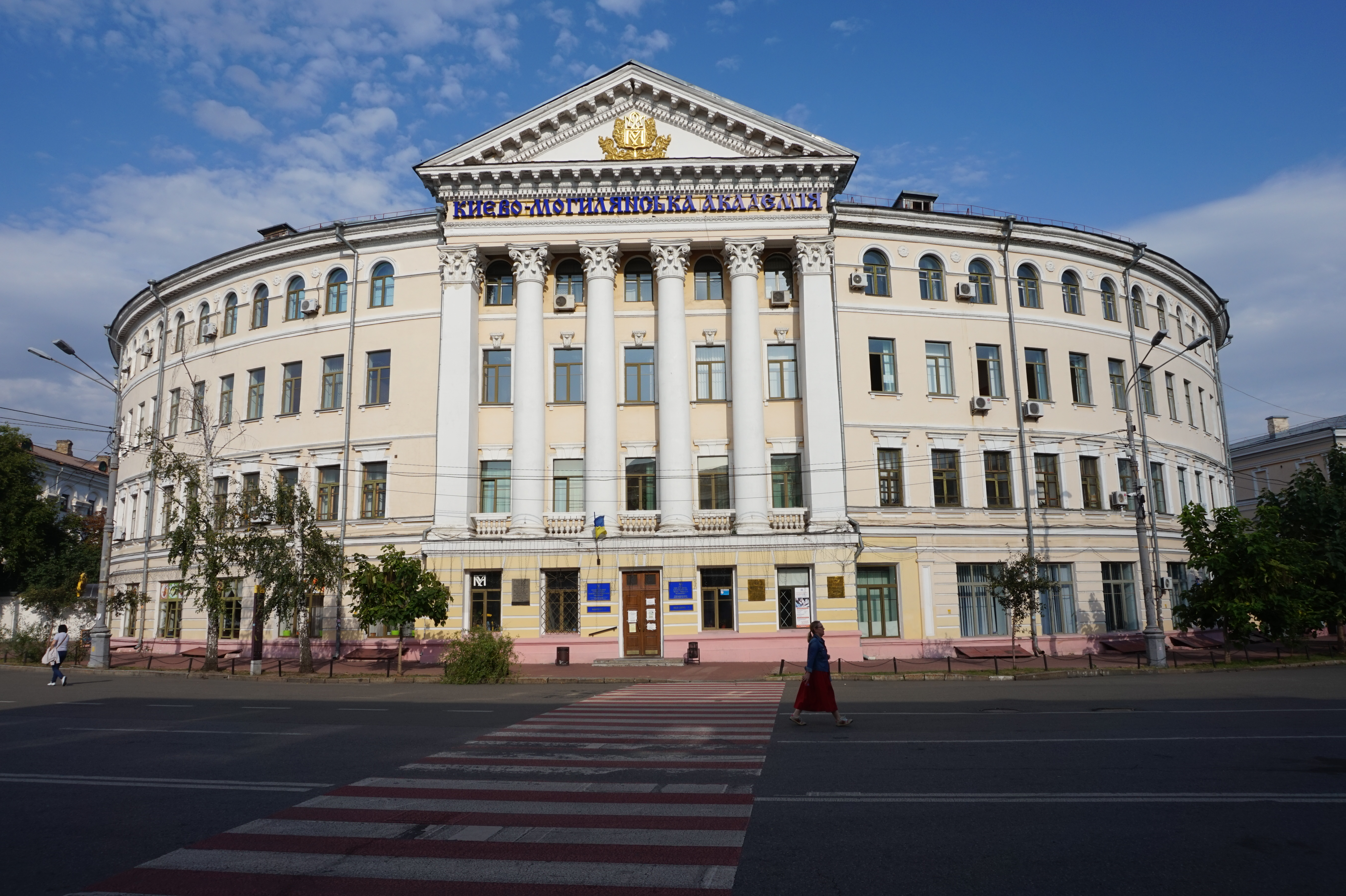
Києво-Могилянська академія

Осві́та (іноді едука́ція; лат. educatio) — це процес набуття та вдосконалення знань, навичок, цінностей, переконань і звичок за допомогою різних форм пізнавальної діяльності, таких як сприйняття, увага, пам'ять, уява, мислення; та різних форм навчання, таких як вивчення, інструктаж, тренування, дослідження та практичний досвід. Воно може відбуватися в різних місцях, включаючи школи, училища, університети, студії, робочі місця та спільноти, і може бути формальним або неформальним.[джерело?]

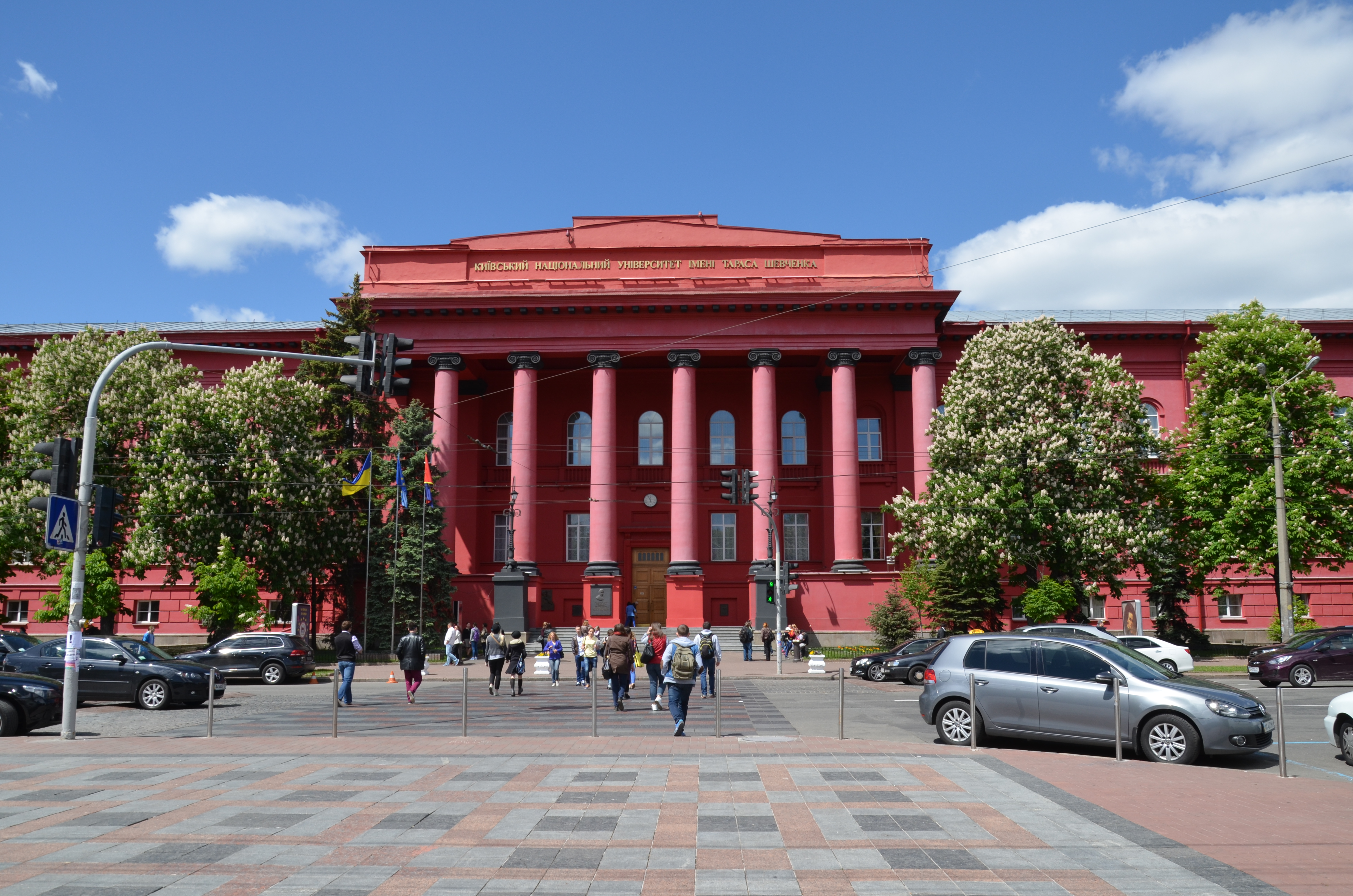
Київський національний університет імені Тараса Шевченка

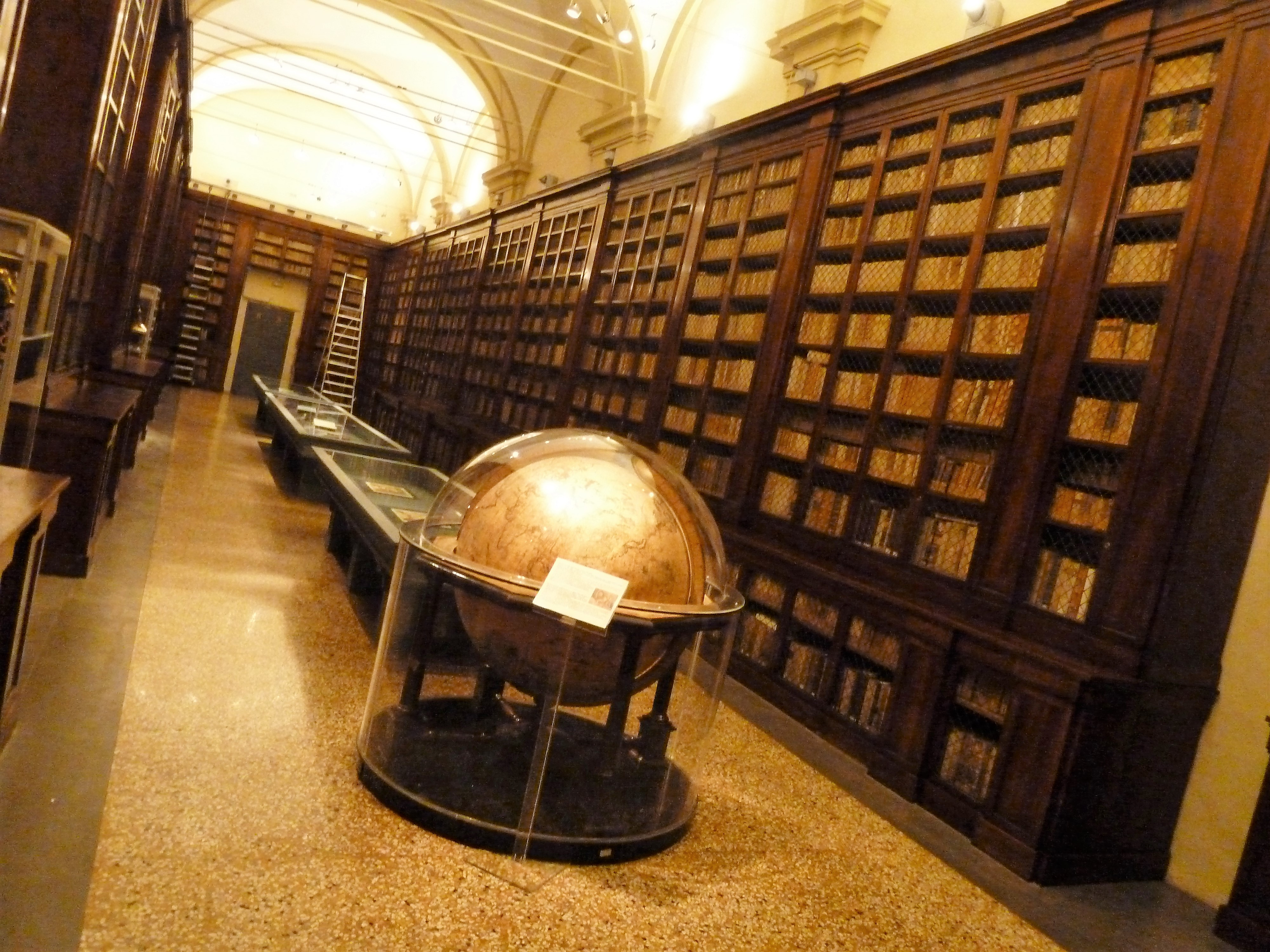
Бібліотека Болонського університету — найстарішого в Європі

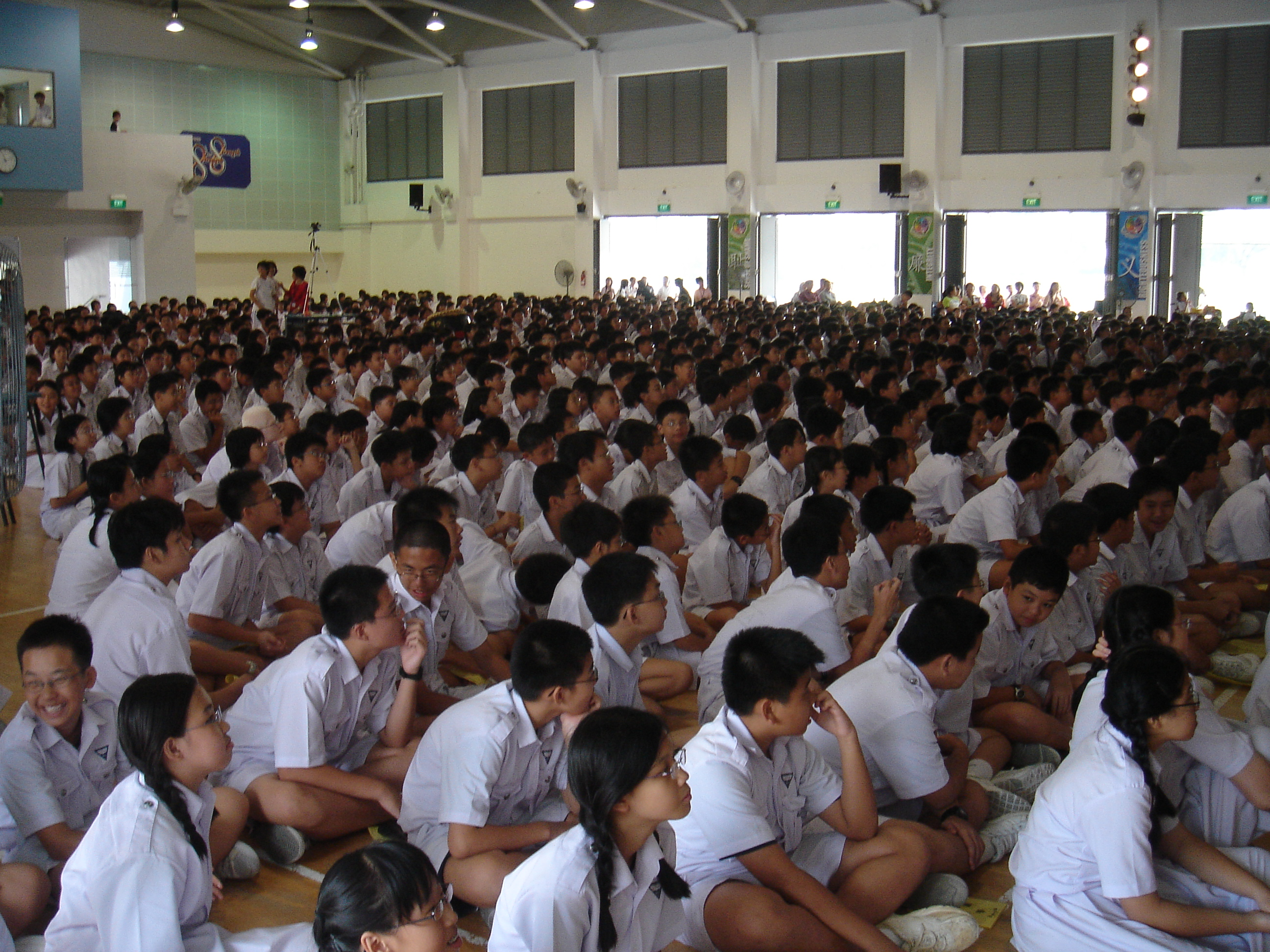
Учні середньої школи в актовому залі, Сінгапур

Освіта — це процес і результат засвоєння особистістю певної системи наукових знань, практичних умінь та навичок і пов'язаного з ними того чи іншого рівня розвитку її розумово-пізнавальної і творчої діяльності, а також морально-естетичної культури, які у своїй сукупності визначають соціальне обличчя та індивідуальну своєрідність цієї особистості.
Також, освіта — це дисципліна, яка вивчає переважно методи навчання і вивчення в школах або подібних закладах у протилежність різним неформальним засобам соціалізації (наприклад, між батьками і їх дітьми). Тому освіту можна розуміти як передачу накопичених суспільством знань молодому поколінню для розвитку в нього пізнавальних можливостей, а також набуття умінь і навичок для практичного застосування загальноосвітніх і професійних знань.[джерело?]
У повсякденному розумінні освіта крім усього іншого передбачає навчання учнів учителем. Воно може полягати в навчанні читання, письма, математики, історії та інших наук. Викладачі з вузьких сфер, таких як астрофізика, право, географія або зоологія, можуть навчати тільки даному предмету, звичайно в університетах та інших вишах. Існує також викладання фахових навичок, наприклад, водіння. Крім освіти в спеціальних установах існує також самоосвіта, наприклад, через Інтернет, читання, відвідування музеїв або особистий досвід.[джерело?]

## Історія освіти

### Стародавні часи

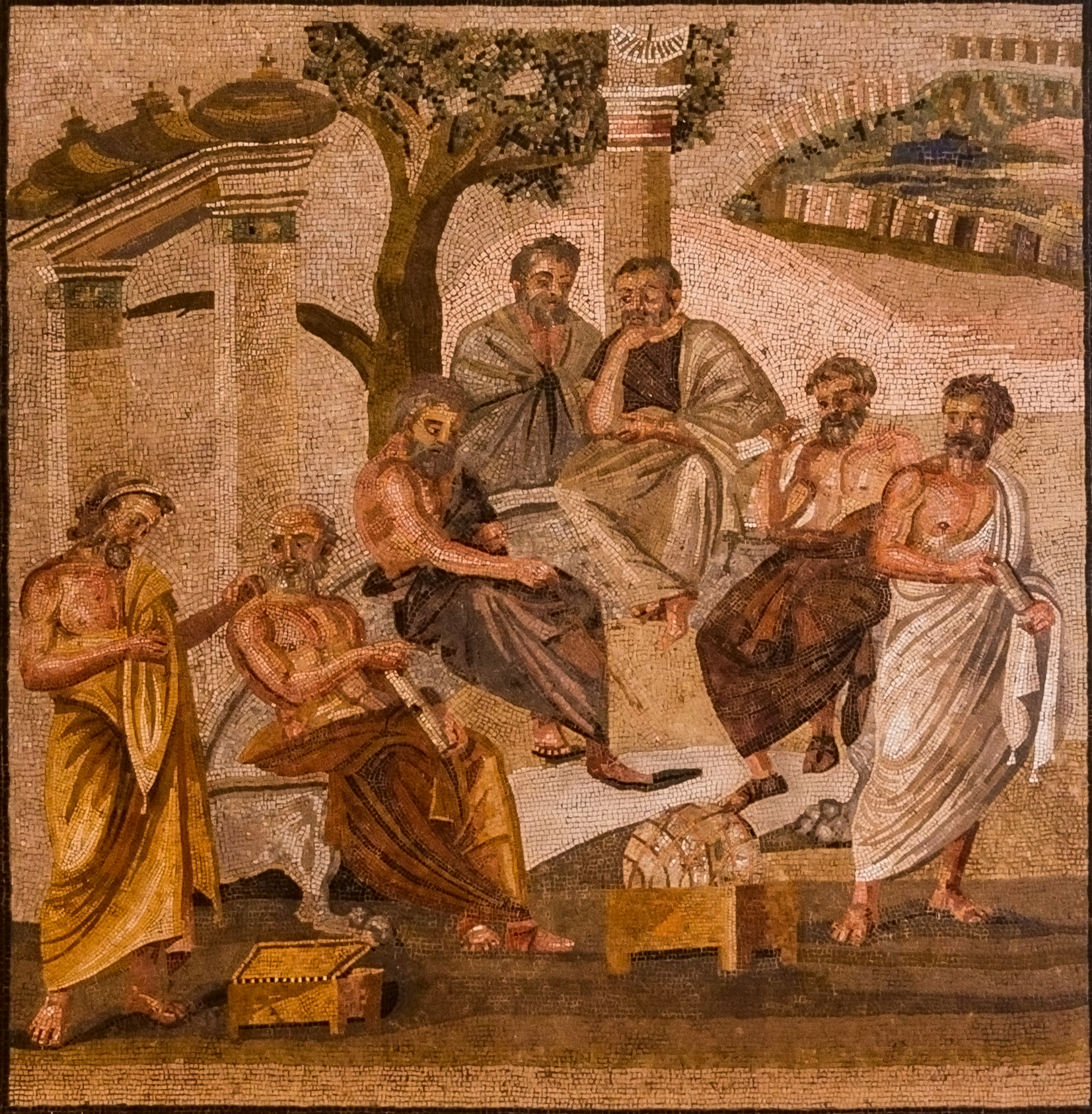
Мозаїка з Помпеї (І ст. до н. е.) із зображенням Академії Платона.

Історія стародавньої освіти сягає освітніх практик і теорій ранніх цивілізацій, у тому числі стародавнього Єгипту, Месопотамії, Греції, Риму, Індії та Китаю. Освіта в цих цивілізаціях в першу чергу була призначена для еліти, включаючи королівську сім’ю, священників і дворян.
У Стародавньому Єгипті освіта була зосереджена на грамоті, математиці та релігійних вченнях. У храмових школах учнів навчали книжники та священики.
У Месопотамії освіта так само була зосереджена на грамотності та математиці, але також включала навчання професійним навичкам, таким як сільське господарство та металургія. Студентів навчали в храмових школах або приватні вчителі.
У Стародавній Греції освіта поділялася на два етапи: початкова освіта (grammata), яка була зосереджена на читанні, письмі та арифметиці, і вища освіта (paideia), яка включала філософію, риторику та фізичне виховання. Освіта також була розділеною за статтю, дівчата отримували обмежену освіту вдома. (див. також Освіта у Стародавній Греції)
У Стародавньому Римі на освіту вплинула грецька система, зосереджена на літературі, історії та ораторському мистецтві. Хлопчики з багатих сімей отримували освіту у приватних викладачів або в школах, які називалися луді. (див. також Освіта в Стародавньому Римі)
В Індії освіта здебільшого була зарезервована для касти брахманів, зосереджуючись на релігійних вченнях, філософії та літературі. Навчання надавалося в гурукулах або ашрамах, де учні жили зі своїми вчителями.
У Китаї освіта була зосереджена на конфуціанстві з наголосом на морально-етичних вченнях. Навчання надавалося в школах під назвою шуюань або гуоцзянь, де учні вивчали класику та складали іспити на державну службу.
Загалом у стародавній освіті наголошувалося на грамотності, релігійних і моральних вченнях і професійних навичках, причому різні цивілізації робили різний ступінь акценту на кожному з них.

### Освіта за часів Середньовіччя

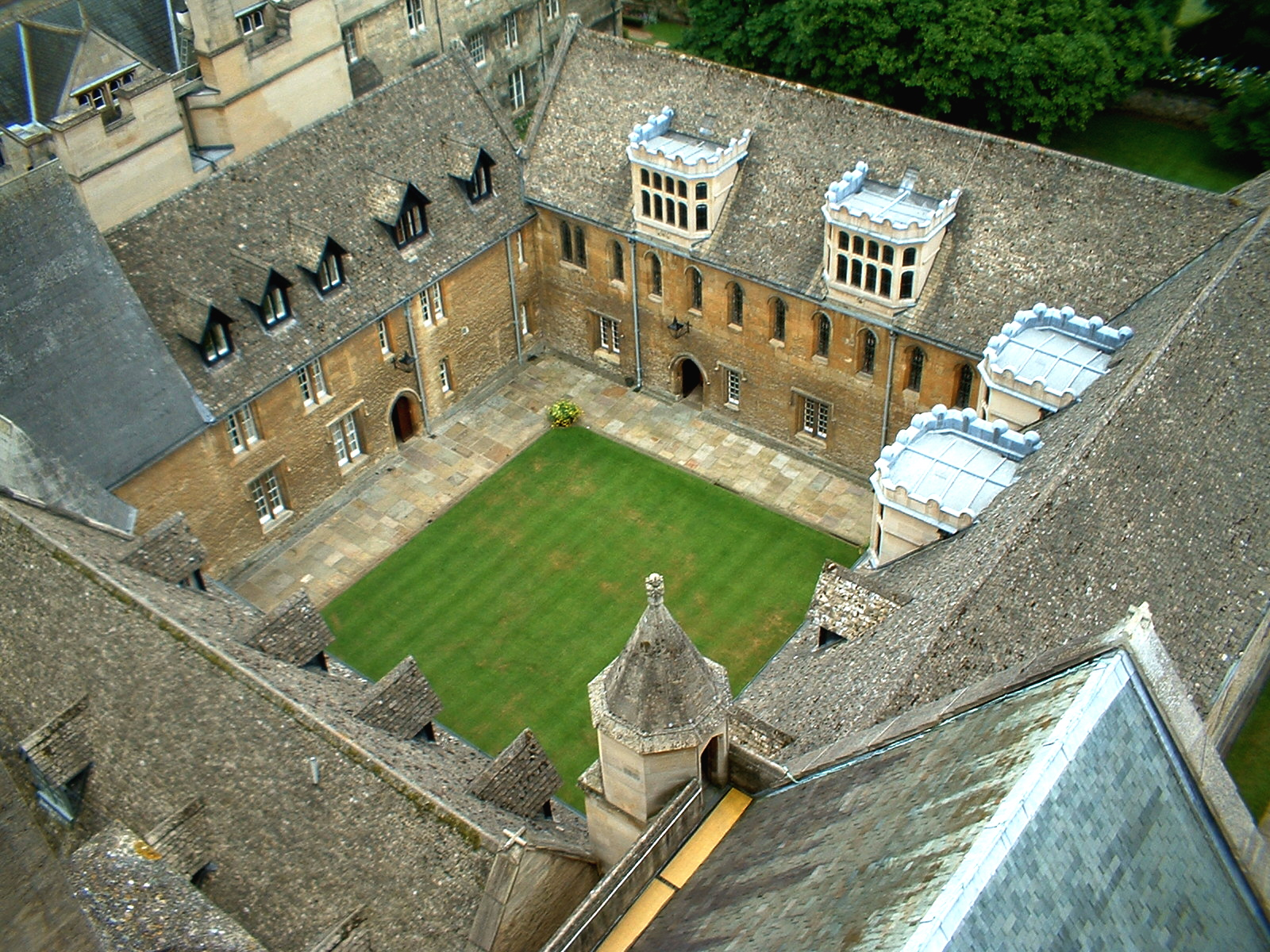
Коледжу Мертон, Оксфордського університету, побудований між 1288 і 1378 роками

Детальніше — Середньовічна освіта, Список найстаріших університетів.
Середньовічну систему освіти запозичено в античності, але її збагатили, пристосували до нових умов. Шкільна освіта будувалася на «семи вільних мистецтвах». Викладання велося латиною, у XIV столітті відбувається перехід на національні мови. Вікові особливості дітей не враховувалися. Читати в школі вчилися за Біблією. Відомості часто були фантастичними.
З розвитком міської культури кафедральні школи перетворювалися на університети. Університетські випускники мали право викладання в будь-якій школі. Університет поділявся на факультети. Революцію у викладанні здійснило книгодрукування.
До XII століття книги зберігалися переважно у монастирських і кафедральних бібліотеках. Перші публічні бібліотеки відрилися в XV столітті у великих містах.

### Історія освіти в Україні

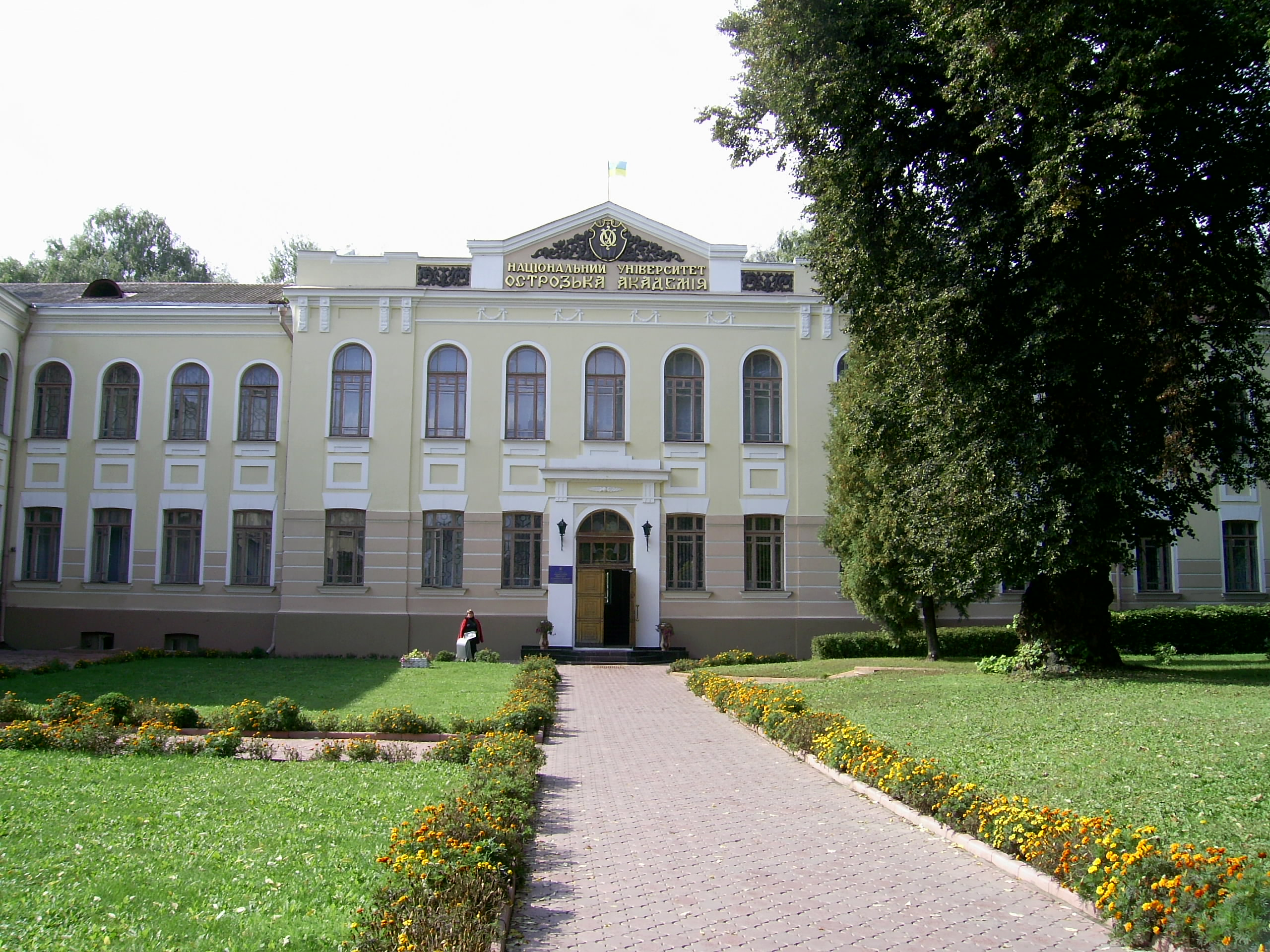
Національний університет «Острозька академія» — найстаріший вищий освітній заклад України.

Основні статті — Історія освіти в Україні, Історія вищої освіти в Україні, Історія жіночої освіти в Україні.
З часів Русі при монастирях та митрополичій кафедрі діяли лише вищі студії з філософії та богослов'я. У 1037 році Ярослав Мудрий заснував Київську Академію. Розвитку вищої освіти зашкодила монголо-татарська навала, тривала відсутність власної національної держави, поступова асиміляція еліти Волині, Червоної Русі, Поділля та Київщини польською шляхтою. Населення українських земель могло здобувати вищу освіту в університетах Європи: Ягеллонському (Краків), Болонському, в інших італійських, німецьких та французьких університетах, Віленській і Замойській академії.
Вищі студії в Україні були започатковані князями Острозькими наприкінці XVI століття в Острозькій академії, де в 1570–1590-х роках сформувався гурток вчених, письменників, перекладачів і видавців, які випускали богословську, полемічну й навчальну літературу, викладали в школі. Та школа, називалась «тримовним ліцеєм», «гімназією» і «академією», поєднувала програму тогочасної європейської середньої школи («школа семи вільних наук») із вищими студіями. В академії розпочався процес активного засвоєння на православному підґрунті досягнень єзуїтських колегіумів. За її прикладом православні школи почали з'являтись в інших містах, що розгорнуло реформу шкільної освіти. 1632 року у Києві митрополитом Петром Могилою, шляхом злиття братської школи з Лаврською, було утвореною Києво-Могилянську колегію, на базі якого згодом постала Києво-Могилянська академія.
Освітянська галузь упродовж 1990-х років із набуттям незалежності на основі Закону України «Про освіту» 1991 року була значною мірою реформована:
- здійснено перехід на триступеневу підготовку — бакалавр, спеціаліст, магістр;
- розроблено та впроваджено нові навчальні плани й програми;
- встановлено чотири рівні акредитації (1-й — технікуми, училища, 2-й — коледжі, 3-й і 4-й — інститути, консерваторії, університети);
- запроваджено ліцензування й акредитацію, що забезпечує державний контроль.

Поряд із новими державними постали навчальні заклади із недержавною формою власності.
У 2001/2002 навчальному році в Україні діяло 318 вищих навчальних закладів, в яких навчалося 1,55 млн студентів. Понад 20 провідних закладів освіти отримали статус національних. В Україні переважно збериглась кількість студентських місць, яка склалася протягом попередніх десятиліть — 170 студентів на 10 000 осіб населення.

## Мета та функції освіти

### Мета
Мета освіти полягає в тому, щоб надати людям знання, навички та цінності, необхідні їм, щоб стати поінформованими, відповідальними та продуктивними членами суспільства. Навчання має на меті надати людям інструменти та моделі, необхідні для досягнення успіху в житті, як особистого, так і професійного.
Освіта прискорює процес розвитку й становлення людини як особистості, суб'єкта, забезпечує формування її духовності, світогляду, ціннісних орієнтацій і моральних принципів. Вона покликана допомогти суб'єкту увійти в культуру, освоїти її цінності й успішно діяти в культурному бутті; її завданням є формування суб'єкта, здатного побачити проблеми, суперечності цього світу, розпредметити його, знайти нові комбінації відомих елементів і своєю діяльністю створити відсутні елементи, для
того, щоб інсайт, творче осяяння породило нову культурну реальність, діяльність зі створення культурних цінностей.
Освіта є одним із найбільш оптимальних способів входження людини у світ науки та культури, оскільки саме в процесі здобування освіти людина засвоює культурні цінності.
Конкретні цілі освіти можуть відрізнятися залежно від контексту та рівня освіти. Наприклад, цілі початкової освіти можуть включати розвиток базових навичок грамотності та лічби, тоді як цілі середньої освіти можуть включати підготовку учнів до вищої освіти або професійного навчання. Цілі вищої освіти можуть включати розвиток спеціальних знань і навичок у певній галузі, а також розвиток критичного мислення, креативності та здібностей до вирішення проблем.
Зрештою, мета освіти полягає в тому, щоб надати людям можливість жити повноцінним і змістовним життям, робити внесок у свої громади та створювати кращий світ для майбутніх поколінь.

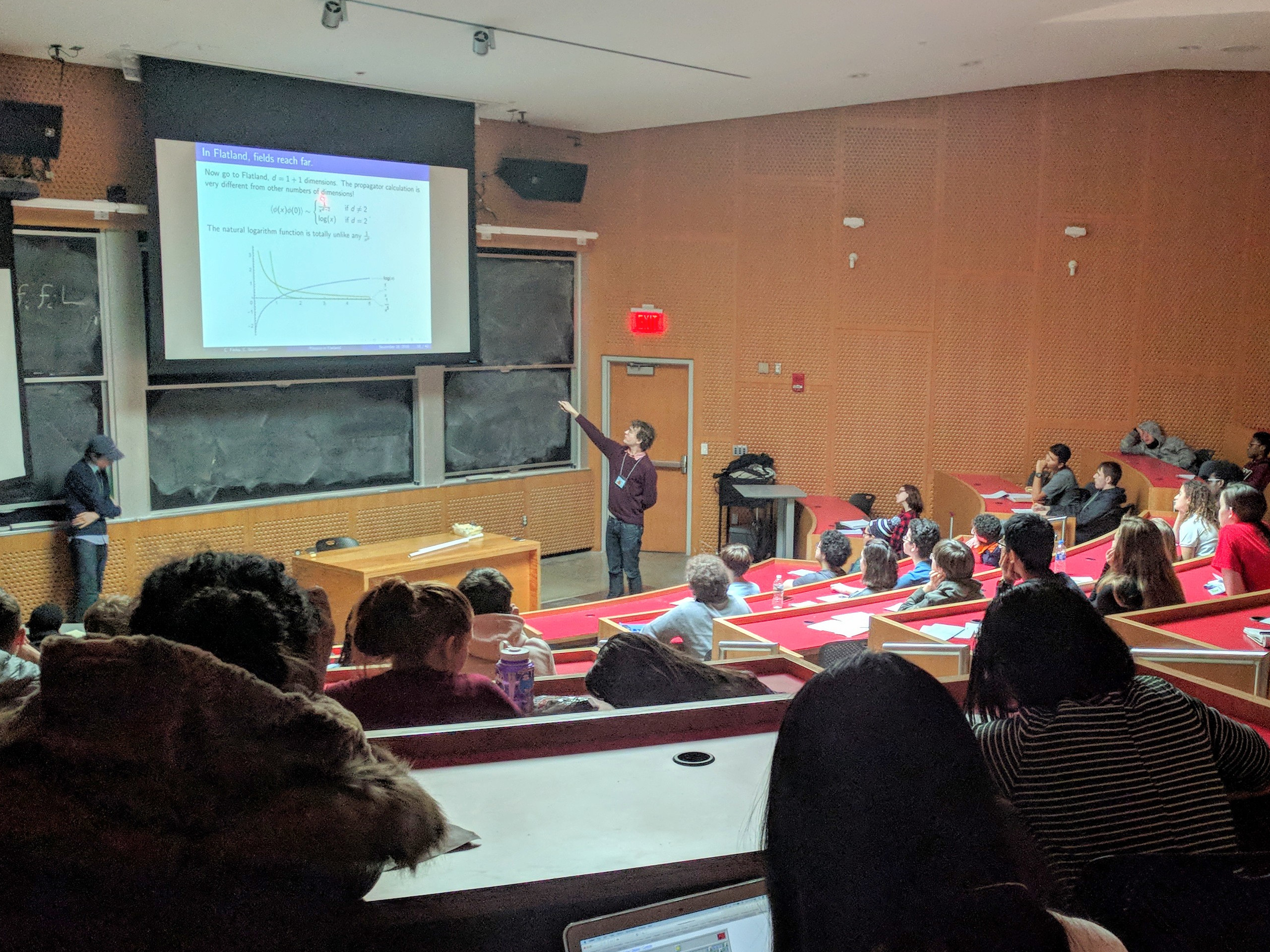
Лекція

### Функції освіти
Освіта виконує кілька функцій, зокрема:
- Надання знань і навичок: Однією з основних функцій освіти є надання людям знань і навичок, необхідних для досягнення успіху в житті. Освіта допомагає людям розвивати критичне мислення, навички вирішення проблем і комунікації, а також знання та розуміння різних предметів і сфер.
- Соціалізація: Освіта відіграє важливу роль у соціалізації, допомагаючи людям засвоїти норми, цінності та поведінку свого суспільства. Завдяки освіті люди вчаться взаємодіяти з іншими, орієнтуватися в соціальних структурах і стати відповідальними громадянами.
- Передача культури: Освіта допомагає передавати культурні цінності та знання від одного покоління до наступного. Вивчаючи історію, літературу, мистецтво та інші аспекти культури, люди отримують глибше розуміння власної культури та світу навколо них.

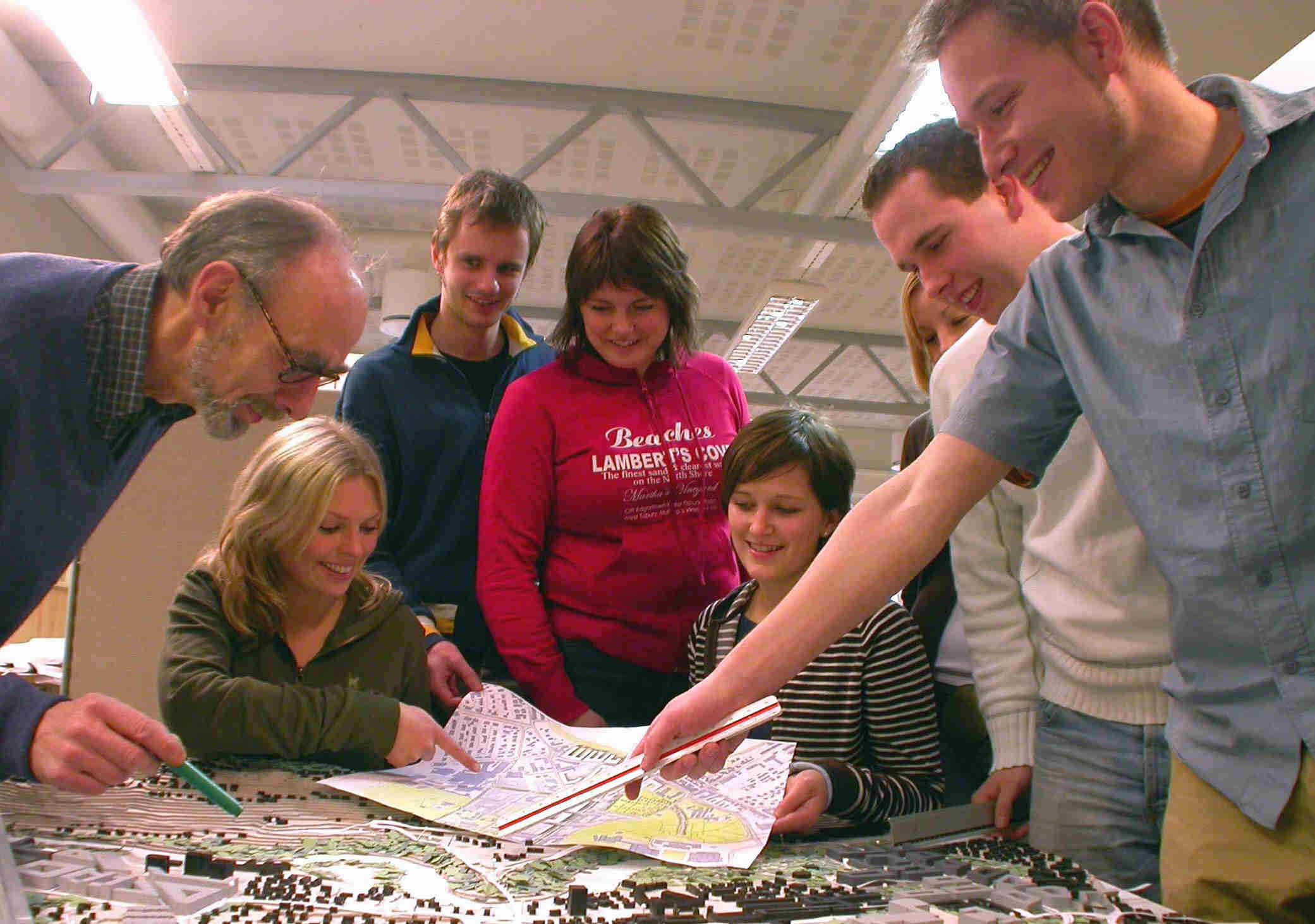
Професор і студенти, клас містобудування

- Професор і студенти, клас містобудуванняЕкономічний розвиток: Освіта також важлива для економічного розвитку, оскільки вона дає людям навички та знання, необхідні для участі в робочій силі та внеску в економіку. Освіта також може стимулювати інновації та креативність, створюючи нові ідеї та технології, які можуть сприяти економічному зростанню.
- Особистий розвиток: Освіта може допомогти людям розвинути почуття власної гідності та впевненості в собі, а також відчуття мети та напрямку в житті. Заохочуючи особистий ріст і розвиток, освіта може допомогти людям досягти своїх цілей і реалізувати свій потенціал.
- Соціальна мобільність: освіта також може бути потужним інструментом соціальної мобільності, надаючи людям можливість покращити свій соціальний та економічний статус. Освіта може допомогти подолати бар’єри та створити можливості для людей з неблагополучного середовища досягти успіху та процвітати.

## Класифікація

### Типи освіти
Існує три основних види освіти: формальна, неформальна та інформальна освіта.

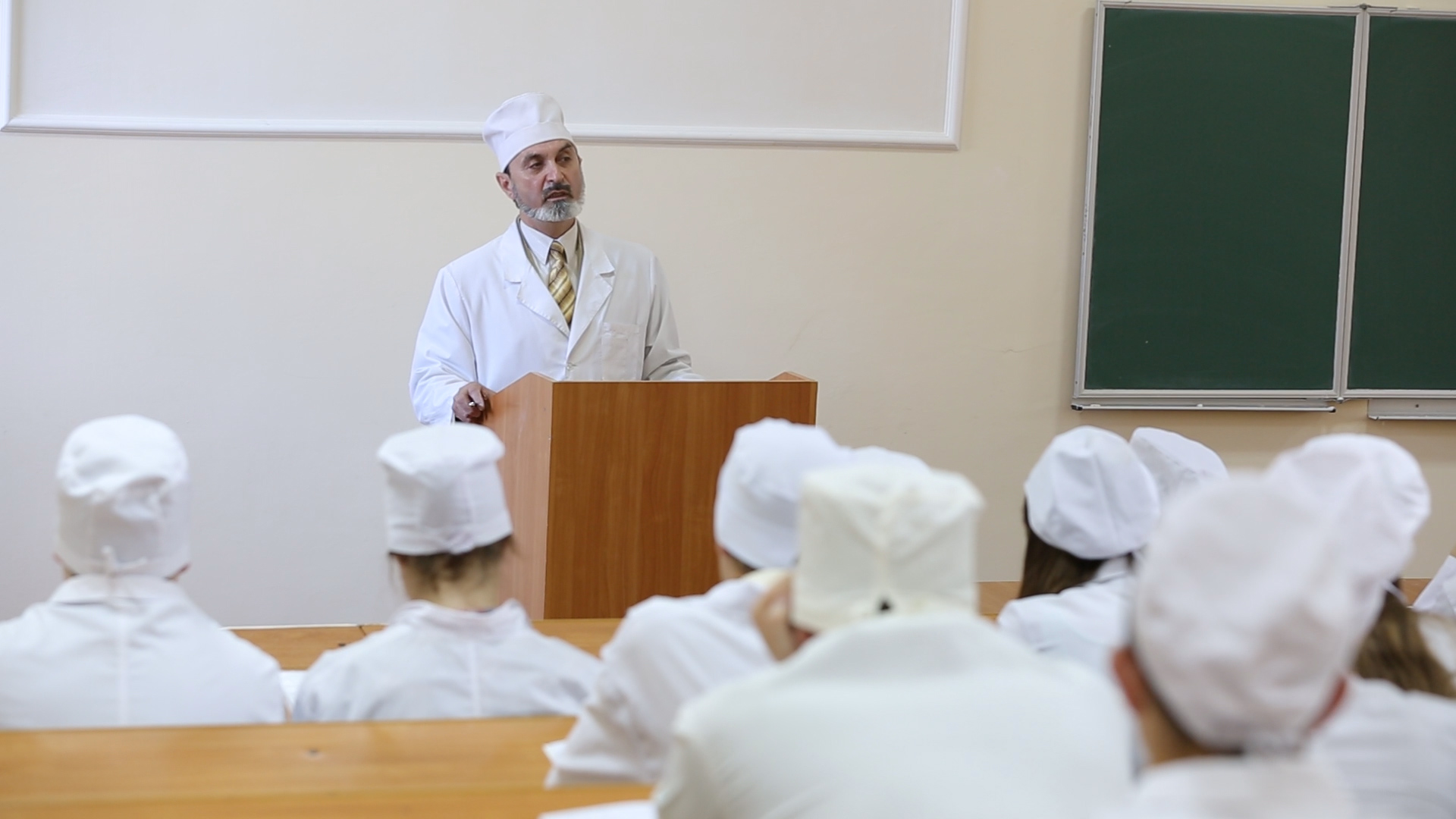
Лекція професора Зона Г.А. для аспірантів Сумського національного аграрного університету

Формальна освіта – це структурована та систематична освіта, яку надають школи, коледжі, університети та інші установи. Зазвичай він складається за спеціальною навчальною програмою та має визначені цілі навчання. Формальна освіта зазвичай веде до визнаних кваліфікацій або ступенів, таких як дипломи, сертифікати чи ступені.
Неформальна освіта – це будь-яке організоване навчання поза формальною системою освіти. Це включає освіту дорослих, професійне навчання та освітні програми на рівні громади. Неформальна освіта зазвичай не веде до формальних кваліфікацій, але може надати цінні навички та знання.

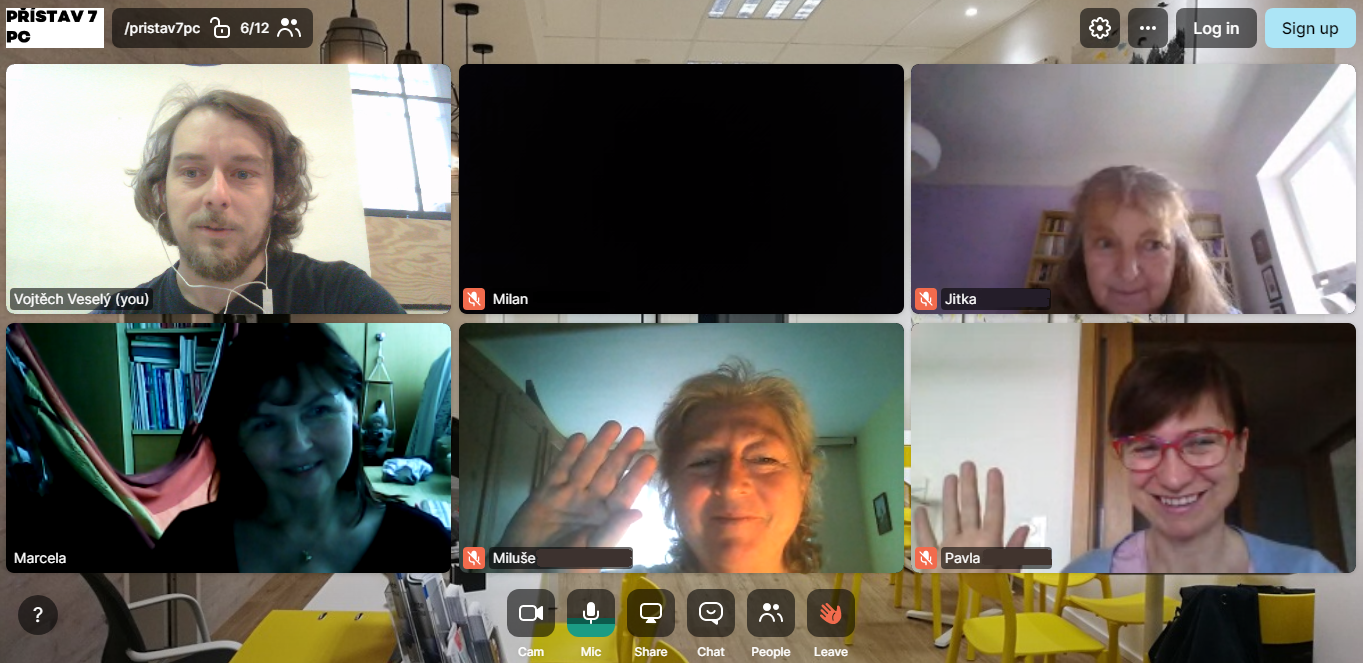
Онлайн-курс для авторів Вікіпедії

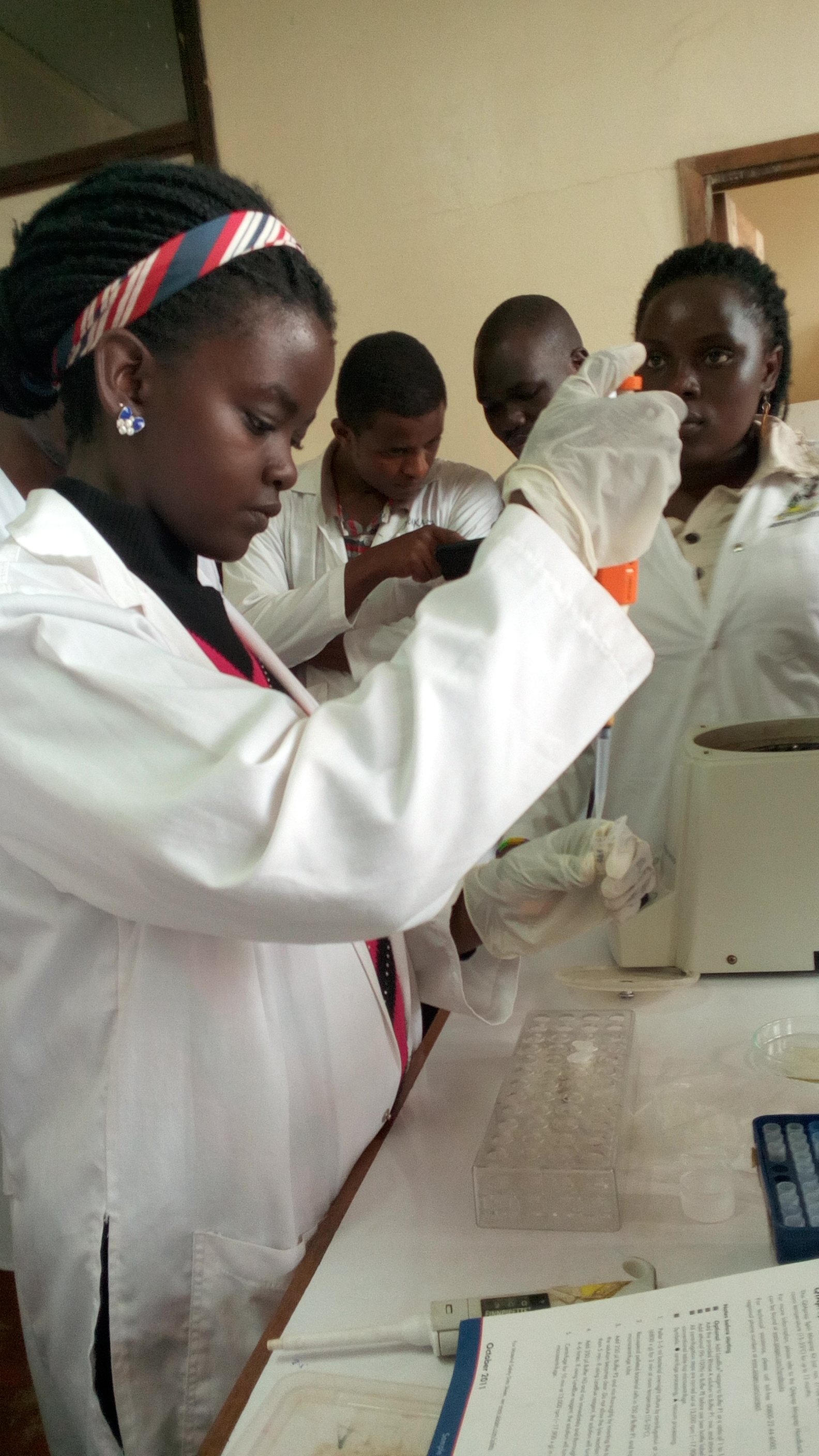
Технолог лабораторії демонструє студентам методику й техніку

Інформальна освіта – це навчання, яке відбувається поза структурованим навчальним середовищем. Така освіта може відбуватись в повсякденному житті через досвід, взаємодію та спостереження. Неформальна неорганізована освіта може включати такі речі, як самонавчання, читання книжок, наукових журналів, Вікіпедії тощо, перегляд навчальних відео або відвідування майстер-класів, семінарів та конференцій. Це часто самонаправляється та керується особистим інтересом або мотивацією.

### Форми освіти
- за ступенем
  - Початкова школа, Початкова освіта
  - Середня школа, Середня освіта
  - Вища школа, Вища освіта
- за видом
  - Денна
  - Заочна
  - Вечірня
  - Суботня
  - Екстернат, Інтернат
  - Дистанційна
  - Дуальна
- за організацією
  - самоосвіта
  - народна освіта
  - професійна освіта
  - релігійна освіта: парафіяльна, недільна…
- за віковим цензом
  - дошкільна, шкільна, доросла освіта
- за участю особливих груп
  - спеціальна: освіта глухих, освіта незрячих, допоміжна освіта
  - інклюзивна

### Рівні освіти
- Група дітей у старшій групі дитячого садка, Аланія, ТуреччинаДошкільна освіта
- Загальна освіта
  - Початкова загальна освіта
  - Середня загальна освіта
  - Додаткова освіта дітей
- Професійна освіта
  - Початкова професійна освіта
  - Середня професійна освіта
  - Вища професійна освіта
    - Бакалаврат
    - Магістратура

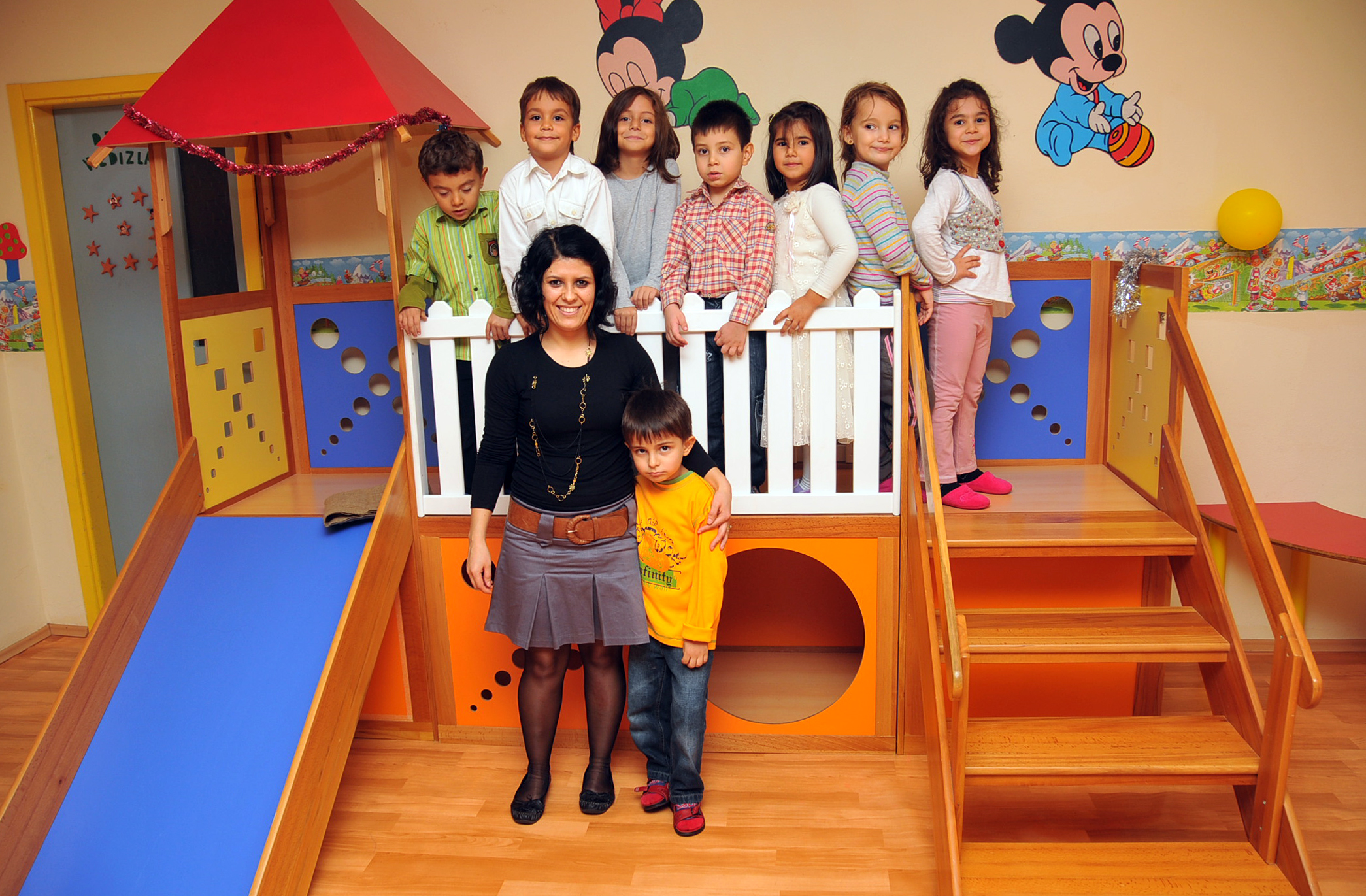
Група дітей у старшій групі дитячого садка, Аланія, Туреччина

- Фундаментальна наукова професійна освіта
  - Аспірантура
  - Докторантура
  - Підвищення кваліфікації
  - Друга вища освіта
  - Перепідготовка
- Професійна підготовка

## Право на здобуття освіти
Право на освіту в Україні гарантоване Конституцією. Незаконна відмова у прийнятті до навчального закладу будь-якої форми власності, а також незаконна вимога оплати за навчання у державних чи комунальних навчальних закладах передбачають кримінальну відповідальність.
Право на освіту в наш час[коли?] підтверджено національними та міжнародними правовими актами, наприклад, Європейською конвенцією про захист прав людини та основних свобод і Міжнародним пактом про економічні, соціальні та культурні права, прийнятим ООН в 1966 році.
Усвідомлення можливостей використання обов'язкової освіти як засобу знеособлення людини викликало в демократичному суспільстві розвиток руху за недержавну і навіть сімейну освіту, за велику частку курсів з відповідального вибором учня (за участю батьків і педагогів) в програмі середніх загальноосвітніх шкіл (тобто після закінчення початкової школи), підтримку самоосвіти, безперервної освіти протягом всієї діяльної життя людини (у міру виникнення освітньої потреби), позашкільної, дистанційної та додаткової освіти тощо.

## Теорія освіти
Теорія освіти включає широкий спектр психологічних, соціологічних, нейронаукових та філософських принципів і досліджує, як люди набувають, засвоюють і застосовують знання та навички. Вона заглиблюється в процеси викладання, навчання та різні системи, які сприяють цим процесам.
Дидактика (грец. didactikos - повчальний) — галузь педагогіки, яка розробляє теорію освіти і навчання, виховання у процесі навчання. Теорія освіти — це широка сфера, яка охоплює низку підходів до викладання та навчання. За своєю суттю, теорія освіти прагне зрозуміти, як люди навчаються, і як вчителі можуть найкращим чином полегшити це навчання.
Освітологія вивчає освіту інтегруючи дані з усіх наукових дисциплін, досліджуючих освіту.

### Теорії навчання
Детальніше — Навчання, Теорії навчання, Педагогіка.
Однією з ключових теорій навчання є теорія когнітивного навчання, яка наголошує на ролі таких психічних процесів, як увага, пам’ять і здатність розв’язувати проблеми, у навчанні. Згідно з цією теорією, навчання відбувається, коли нова інформація інтегрується в існуючі ментальні схеми або когнітивні структури. Цей підхід мав вплив у таких галузях, як педагогічна психологія та когнітивна нейронаука.
Іншою впливовою теорією є конструктивізм, який підкреслює роль активного, самостійного навчання в отриманні знань. Відповідно до цієї теорії, учні будують своє власне розуміння світу через процес дослідження, роздумів і співпраці. Цей підхід був впливовим у таких сферах, як проблемне навчання та викладання на основі запитів.
Ще однією важливою теорією навчання є біхевіоризм, який підкреслює роль обумовленості у формуванні поведінки. Згідно з цією теорією, навчання відбувається через процес підкріплення та покарання, при цьому винагорода надається за бажану поведінку та покарання за небажану.
На додаток до цих теоретичних основ, теорія освіти також охоплює низку практичних підходів до викладання та навчання. До них належать такі методи, як пряме навчання, спільне навчання та проектне навчання, а також такі технології, як освітнє програмне забезпечення та системи управління навчанням.

### Філософія освіти
Філософія освіти — галузь філософії, що вивчає сутність, цінності та філософські засади освіти. Вона аналізує філософські проблеми, пов'язані з освітою, такі як її природа, мета, цілі, зміст, процес та результати. Філософія освіти досліджує філософські концепції та принципи, що лежать в основі освітньої системи та впливають на формування особистості. Вона також вивчає роль освіти у суспільстві, взаємозв'язок освіти з іншими філософськими категоріями, етичні та моральні аспекти освіти, а також сприяє формуванню освітніх концепцій та поліпшенню системи освіти. Філософія освіти впливає на розвиток освітніх політик, практик та допомагає виробляти кращі підходи до навчання й виховання.
Філософія освіти охоплює важливість і мету освіти у сприянні особистому розвитку, соціальному та економічному прогресу, моральному та громадянському вихованню, як це було підкреслено Джоном Дьюї. Історично на педагогічну думку вплинули такі філософи давніх часів, як Конфуцій, Платон і Арістотель, середньовічні мислителі, такі як Тома Аквінський і Аль-Фарабі, а також сучасних філософів, таких як Руссо, Дьюї та Фрейре. Ці філософії дали початок різноманітним освітнім традиціям, включаючи переніалізм, есенціалізм, прогресивізм, реконструкціонізм, критичну педагогіку та постмодернізм, кожна з яких пропонує унікальну лінзу, через яку можна розглядати освіту.
Філософські традиції України та Київської Русі суттєво вплинули на теорію освіти. Наприклад, Григорій Сковорода наголошував на самопізнанні та духовній свободі, Петро Конашевич-Сагайдачний виступав за освіту та підтримував діяльність Києво-Могилянської академії. Серед інших впливових діячів – Михайло Драгоманов та Василь Сухомлинський, чиї праці підкреслювали важливість освіти, важливість моральних цінностей та цілісний розвиток дітей. Раніше, православні діячі, такі як святі Кирило і Мефодій, значно поширили писемність і освіту в Київській Русі.
Сучасна філософія освіти розглядає поточні виклики та перспективи майбутнього. Філософія освіти продовжує розвиватися.

### Теорія освіти з погляду Філософії Об'єднання
Згідно з філософією об'єднання, фундаментальна мета освіти полягає в тому, щоб допомогти людині досягти подібності до Бога у трьох ключових аспектах: досконалості Його природи, Його здатності до примноження та Його здатності до володарювання. З цього випливають три великі ідеали освіти: досягнення досконалості особистості, створення досконалої сім’ї та реалізація досконалого володарювання над світом творіння. В основі цієї концепції лежить ідея, що освіта є процесом, який допомагає дітям реалізувати ці Три Благословення, закладені Богом.
Для досягнення цих ідеалів теорія освіти об'єднання пропонує три взаємопов'язані форми освіти. Перша — «виховання шімджон (серця)», що спрямована на формування характеру та досягнення особистісної зрілості. Друга — «виховання норм», яка надає знання та навички для створення гармонійної сім'ї та функціонування у суспільстві як «хороший громадянин». Третя — «виховання володарювання», що включає інтелектуальну, технічну та фізичну підготовку, аби людина могла творчо взаємодіяти зі світом, розкриваючи свою геніальність. Ці три форми освіти мають реалізовуватися гармонійно, створюючи цілісну особистість.

## Підходи до освіти
Вже в античності склалися два основних підходи до навчання: культурна доречність та природна доречність.
Одним з класичних викладів цих підходів є стаття знаменитого німецького педагога Адольфа Дістервега (1790—1866) «Про природовідповідність й культуровідповідність в навчанні».
Прихильники культурної доцільності дотримуються думки, що підсумки навчання залежать виключно від культурного середовища, в яку «занурений» той, хто навчається (від наявності достатнього числа шкільних будівель, викладачів, їдалень, бібліотек з книгами, комп'ютерів у класах і вдома тощо). Істотною різноманітністю природних здібностей учня, по суті, нехтують. Характерною особливістю цього підходу є навчання всіх за єдиною програмою, в одному темпі тощо.
Для успішної роботи такого підходу, однак, абсолютно необхідний постійний контроль успіхів учнів і відсів невстигаючих. При порушенні цієї вимоги (що, звичайно, прикривається «самими добрими намірами») за рахунок явної і прихованої протидії небажаючих та/або нездатних вчитися (уточнимо, що саме за цією програмою і запропонованим способом) успішність навчання такої групи починає падати і за певних обставин негативні плоди такого навчання далеко перевершують його позитивні складові.
Дослідження норвезьких та американських педагогів тих років показали, що (за відсутності відрахування невстигаючих) цей показник був звичайним і для північноамериканської, і для європейської школи, тобто діти були не кращі і не гірші в цьому відношенні своїх закордонних однолітків.
Іншими словами, при жорсткій (однаковій для всіх) програмі в загальноосвітній школі при десятирічній тривалості навчання частка невідповідних для такої школи більш-менш здорових дітей виявляється близько 90 %. При поширеності різних захворювань, погіршення екологічної обстановки цей відсоток, зрозуміло, тільки збільшується. Тому багато питань виховання і навчання будуть вирішуватися суттєво по-різному (в тому числі прямо протилежно), залежно від прихильності відповідача до того чи іншого підходу до навчання.
Зауважимо, що така прихильність виявляється і у використовуваній системі понять. Так, прихильники культуросообразності називають навчання «освітою», а природосообразності — «просвітою» (освічують наявне, а нове утворювати можна і на порожньому місці), а відповідних працівників народної освіти — «освітянами». Для культуросообразного підходу характерні поняття «новоутворення здібностей» (в силу великої схожості з раковими захворюваннями нерідко переінакшується як «формування здібностей»), нехтування прикметником «природні» по відношенню до «здібностями», заміна самого слова «здібності» на «задатки». Звідси ж виникає поширеність переконання багатьох чиновників від освіти про те, що слово еліта (добірна частина) може стосуватися тільки діячів розумової праці («майстра — золоті руки» залишилися тільки в дореволюційних казках), у зв'язку з чим, наприклад, вся українська загальноосвітня школа вже багато років (найчастіше без урахування дійсних можливостей і потреб суспільства) «заточується» під підготовку до вищої школи.

## Система освітніх установ

### Початкова освіта

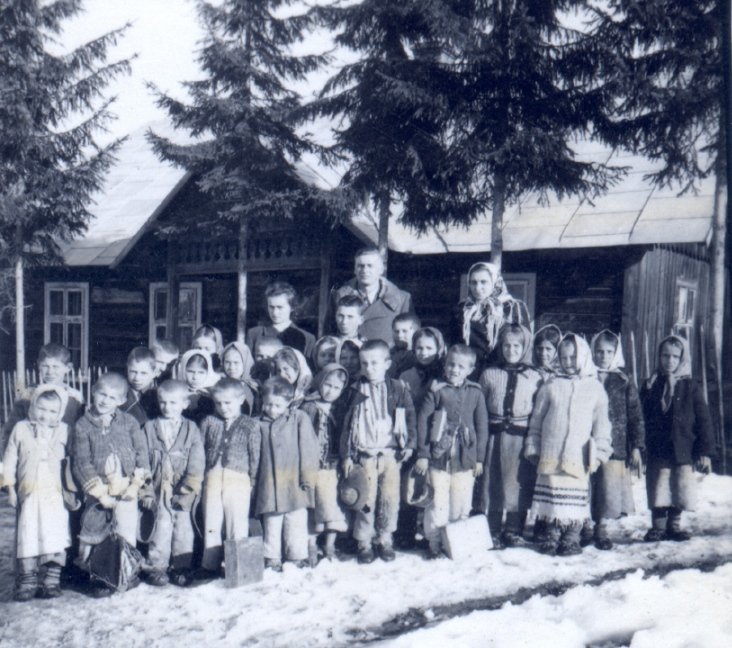
Початкова школа в селі Хащованя, 1940-ві роки

Початкова освіта покриває перші кілька років навчання. У різних країнах воно починається у віці від п'яти до семи років і займає до семи років. Нині не менше 70 % дітей у світі отримують початкову освіту. Зусиллями ЮНЕСКО передбачається запровадити загальне початкову освіту в більшості країн світу до 2015 року. Вік закінчення початкової освіти в різних країнах різний, але в середньому це 11-12 років. У деяких країнах заклади початкової та середньої освіти розділені.

### Середня освіта

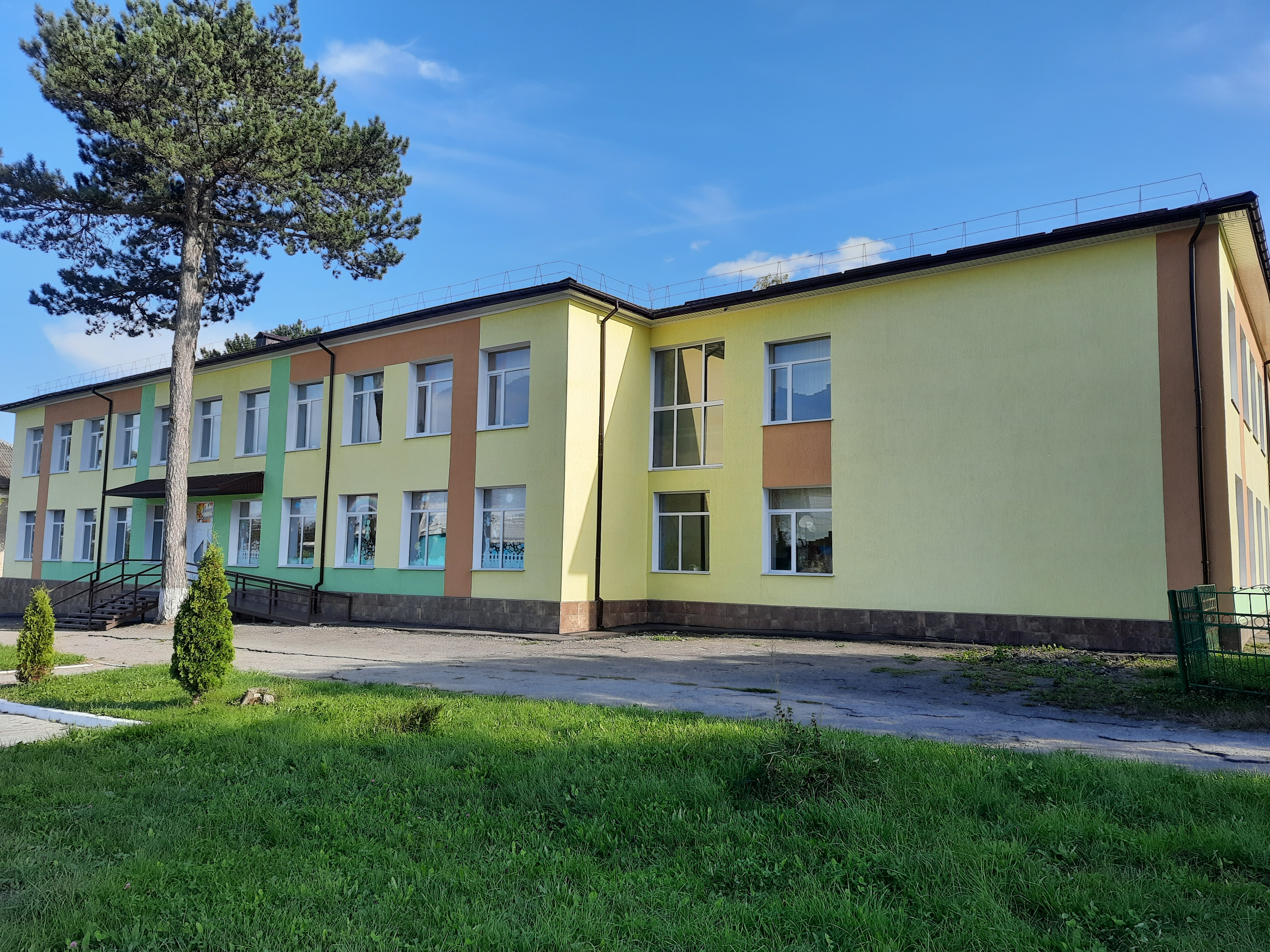
Середня загальноосвітня школа в Україні

У розвинених країнах середня освіта, починаючи з XX століття, є обов'язковою та загальною. Вік закінчення середньої освіти зазвичай наближений до настання повноліття, після чого освіта або завершується, або продовжується у вищій школі, установах професійної освіти та інших освітніх установах, навчання в яких не є обов'язковим для всіх. Зазвичай середню освіту отримують в підлітковому віці, і її основною метою є підготовка до продовження освіти.

### Вища освіта

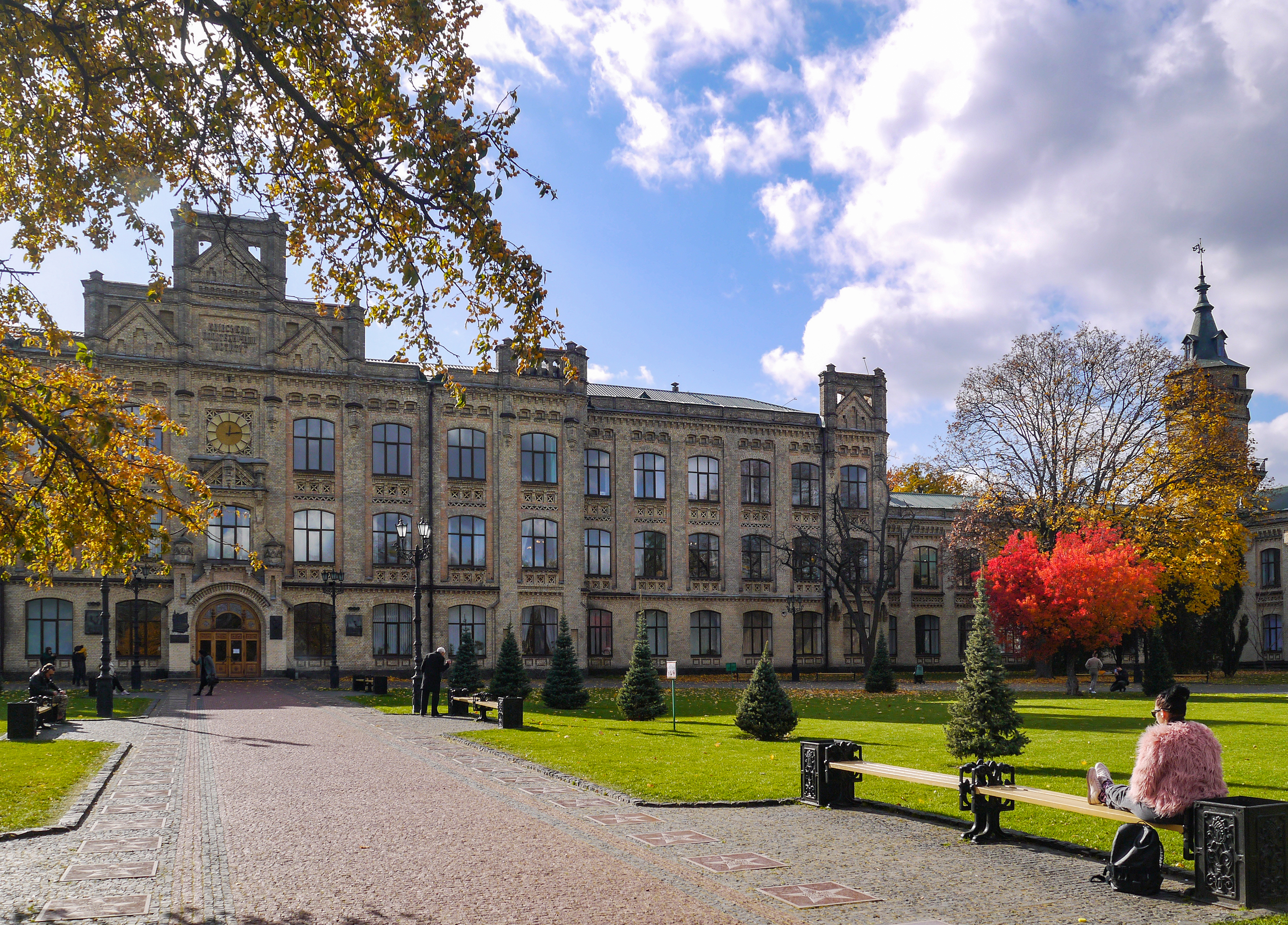
Національний технічний університет України «Київський політехнічний інститут імені Ігоря Сікорського»

На відміну від початкового і середнього, вища освіта навіть у розвинених країнах не є загальною. У найбільш розвинених країнах через систему вищої освіти проходить до половини населення. Вона сама по собі є значущою галуззю економіки, як джерело наукових знань і освічених працівників для інших галузей.
Традиційно вищу освіту поділяють на два етапи: бакалаврат та магістратура/аспірантура, але в Україні (до приєднання до Болонського процесу) такий поділ стосувався лише аспірантури, а замість бакалаврів і магістрів радянські виші готували фахівців. Основними закладами вищої освіти є університети і коледжі. Випускники вишів зазвичай отримують диплом, а аспірантам за підсумками захисту кандидатської дисертації може бути присуджений вчений ступінь. На останньому етапі навчання студенти і аспіранти зобов'язані не тільки здобувати освіту у звичайному розумінні цього слова, але й брати безпосередню участь у наукових дослідженнях, а отримання диплома або наукового ступеня залежить від результатів наукової роботи.

### Альтернативна освіта
Альтернативна освіта, також відома як нетрадиційна освіти або освітня альтернатива, це широке поняття, яке може позначати всі форми навчання за межами традиційної освіти (для всіх вікових груп і рівнів освіти). Може охоплювати не тільки форми навчання призначені для учнів, студентів з особливими потребами (від підліткової вагітності до розумового розвитку), а й форми навчання призначені для широкої аудиторії і використання альтернативних освітніх філософій і методів.
Альтернативи останнього типу часто є результатом реформи освіти і йдуть корінням в різні філософії, які зазвичай принципово відрізняються від традиційної обов'язкової освіти. Хоча деякі з них сильно політично, науково або філософсько орієнтовані, інші більш неформальні об'єднання викладачів і студентів незадоволені деякими аспектами традиційної освіти. Ці альтернативи, в тому числі чартерні школи, альтернативні школи, приватні школи, домашнє навчання бувають найрізноманітнішими, але часто підкреслюють значення малого розміру класу, близьких відносин між студентами та викладачами, і почуття спільності.

## Освітні технології
Освітня технологія — це система засобів, форм і способів організації освітньої взаємодії, що забезпечують ефективне управління і реалізацію освітнього процесу на основі комплексу цілей і певним чином сконструйованих інформаційних моделей освоюваної реальності — вмісту освіти.
У документах ЮНЕСКО технологія навчання (поняття не є загальноприйнятим в традиційній педагогіці) розглядається як системний метод створення, застосування і визначення всього навчального процесу викладання і засвоєння знань з урахуванням технічних, людських ресурсів і їхньої взаємодії. Технологічність навчального процесу полягає в тому, щоб зробити навчальний процес повністю керованим.
Наочно-орієнтовані технології навчання
- Технологія постановки мети
- Технологія повного засвоєння (за матеріалами М. С. Кларіна)
- Технологія педагогічного процесу за С. Д. Шевченко
- Технологія концентрованого навчання

Особово-орієнтовані технології навчання
- Технологія навчання як навчального дослідження
- Технологія педагогічних майстерень
- Технологія колективної миследіяльності (КМД)
- Технологія евристичного навчання

## Освіта в Україні

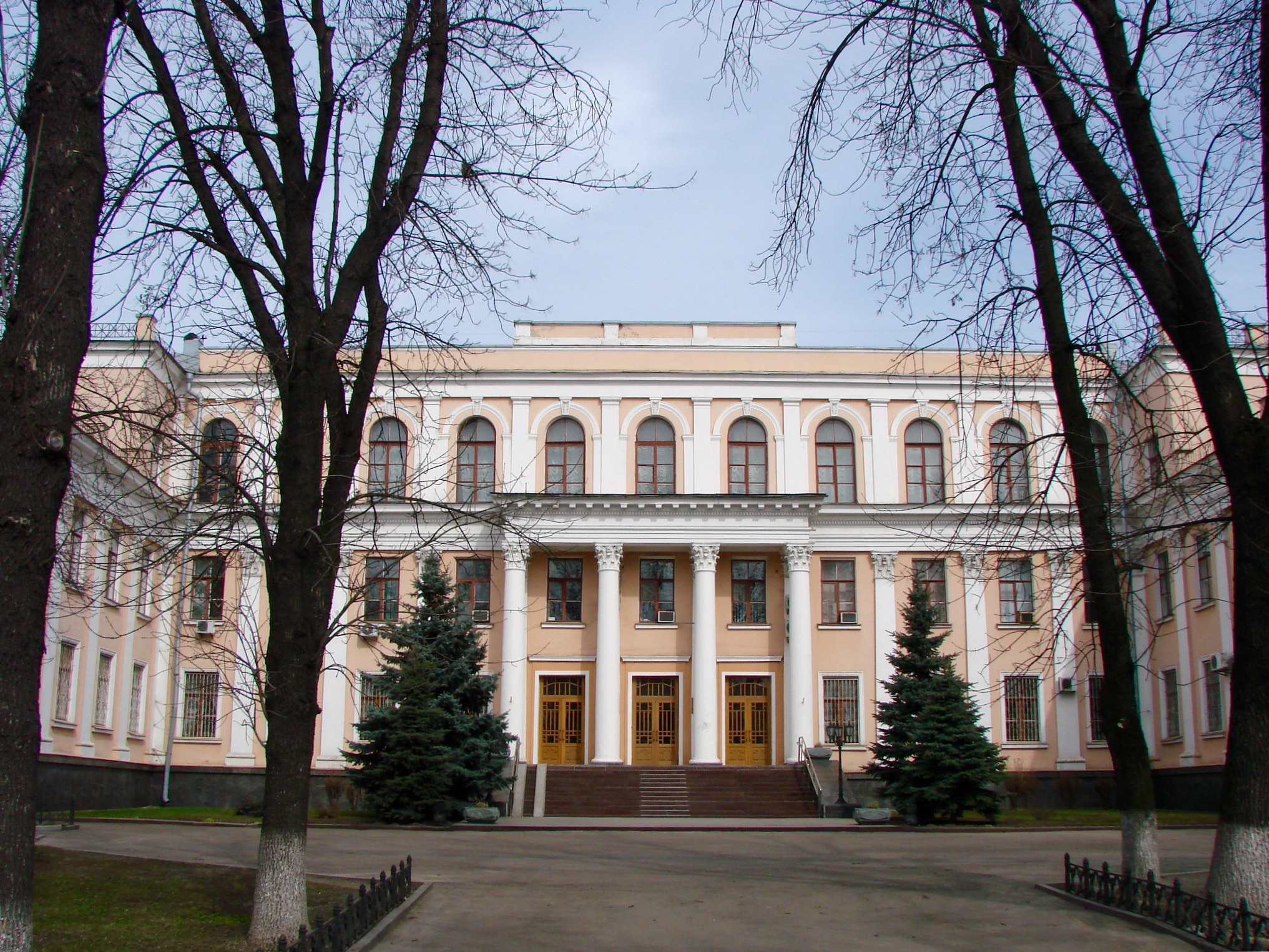
Міністерство освіти і науки України

Система освіти складається з початкової освіти, середньої освіти та вищої освіти. Середня освіта має 12-річну структуру.
Початкова освіта в Україні починається з 6 років і триває 4 роки. Наприкінці цього етапу учні складають оціночний тест і отримують сертифікат про проходження. Тоді середня освіта триває 5 років і включає більш просунуту навчальну програму, де учні отримують більш спеціалізовану освіту у вибраній галузі.
Після закінчення середньої освіти учні мають можливість продовжити навчання у школі і мати мжливість вступити у вищий навчальний заклад, або вступити до професійно-технічної освіти і теж мати можливість вступити у вищий навчальний заклад згодом.
Вища освіта в Україні надається в університетах, інститутах, академіях. Існують як державні, так і приватні установи, більшість з яких є державними. Українські університети пропонують програми бакалаврату, магістратури та аспірантури за різними напрямами навчання.
Навчання в Україні є безкоштовним для всіх громадян, але вступ до вищих навчальних закладів є конкурсним і вимагає здачі вступних іспитів. Також є платне навчання у вищих навчальних закладах.
Якість освіти в Україні загалом вважається хорошою, багато університетів займають високі позиції в міжнародних рейтингах.
Керівництво освітою в Україні здійснює Міністерство освіти і науки України.

### Найкращі університети України

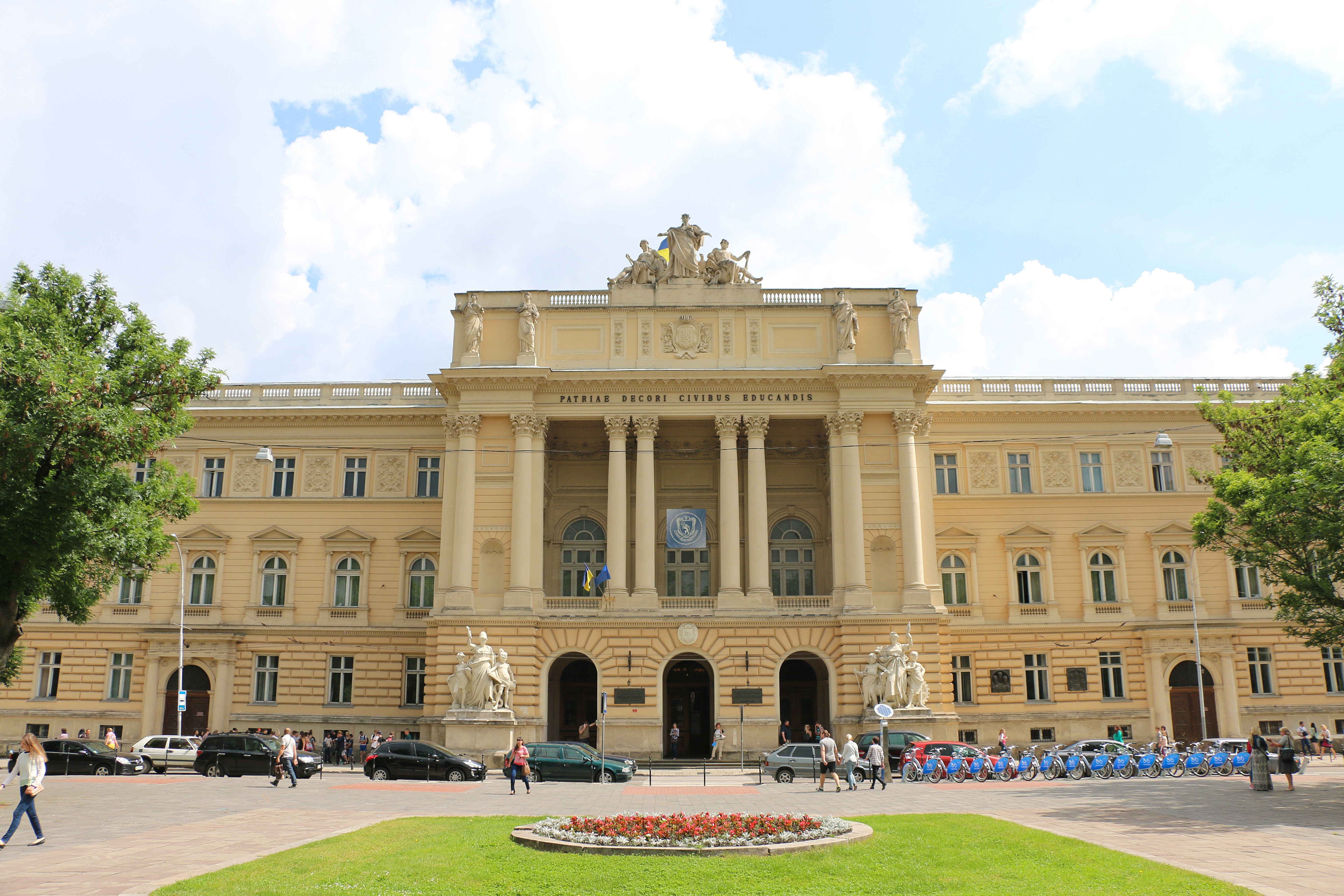
Головний навчальний корпус Львівського національного університету імені Івана Франка

Консолідований рейтинг вишів України 2021 року
1. Київський національний університет імені Тараса Шевченка
2. Національний технічний університет України «Київський політехнічний інститут імені Ігоря Сікорського»
3. Львівський національний університет імені Івана Франка
4. Харківський національний університет імені В. Н. Каразіна
5. Національний університет «Києво-Могилянська академія»
6. Національний університет «Львівська політехніка»
7. Національний медичний університет імені О. О. Богомольця
8. Одеський національний університет імені І. І. Мечникова
9. Львівський національний медичний університет імені Данила Галицького
10. Сумський державний університет
11. Донецький національний університет імені Василя Стуса
12. Харківський національний університет радіоелектроніки
13. Харківський національний медичний університет
14. Дніпровський національний університет імені Олеся Гончара
15. Чернівецький національний університет імені Юрія Федьковича
16. Дніпровський державний медичний університет
17. Буковинський державний медичний університет
18. Тернопільський національний медичний університет імені І. Я. Горбачевського
19. Прикарпатський національний університет імені Василя Стефаника
20. Національний авіаційний університет

### Ліцензування освітньої діяльності в Україні
Ліцензування освітньої діяльності - це важливий аспект освітньої системи України, що регулює право провадження освітньої діяльності та надання освітніх послуг.

#### Кому потрібна ліцензія на освітню діяльність в Україні?
Ліцензія на право провадження освітньої діяльності в Україні зазвичай потрібна тим освітнім закладам та навчальним установам, які планують видавати офіційні дипломи державного зразка своїм випускникам. Якщо ваша освітня діяльність передбачає навчання, але не передбачає видавання офіційно затверджених дипломів, ліцензія не потрібна.

#### Ліцензійні умови для різних видів освітніх послуг
Ліцензії на освітню діяльність поділяються на різні категорії відповідно до видів освітніх послуг. Основні категорії включають:
1. Вища освіта.
2. Післядипломна освіта.
3. Професійна вища освіта.
4. Професійне (професійно-технічне) навчання.
5. Повне загальне середнє навчання.
6. Дошкільне навчання.

Кожен з цих видів освітніх послуг має свої власні вимоги до отримання ліцензії.
Органи, які видають ліцензії:
- Ліцензії на школи та дошкільні навчальні заклади видають органи місцевої влади, зазвичай місцеві державні адміністрації. Наприклад, у Київській області ліцензії видаває Київська обласна державна адміністрація. У період воєнного стану це завдання може лягти на військові адміністрації відповідних регіонів.
- Для вищих навчальних закладів ліцензії видаває Міністерство освіти і науки України. Окрім загальних вимог, університети та вищі навчальні заклади зазвичай повинні узгоджувати програми навчання та вчителів перед поданням на отримання ліцензії.

#### Загальний порядок отримання ліцензії
Для навчальних закладів, що надають дошкільну та загальну середню освіту, процедура отримання ліцензії досить проста. Потрібно зібрати необхідні документи, такі як медичні свідоцтва та документи, які підтверджують знання української мови, підготувати відомості та заяву про отримання ліцензії і подати їх до відповідного органу. Після розгляду поданих матеріалів приймається рішення щодо видачі ліцензії.
Для вищих навчальних закладів процедура складніша. Перед поданням на отримання ліцензії потрібно узгодити навчальні програми та підібрати викладачів відповідно до вимог Міністерства освіти і науки України.

## Освіта в інших країнах
Системи освіти в усьому світі дуже відрізняються, у різних країнах використовуються різні моделі та підходи до освіти.
Одним із поширених способів класифікації освітніх систем є ступінь централізації. Деякі країни мають високоцентралізовані системи, де рішення щодо навчальних програм, фінансування та управління приймаються на національному рівні, тоді як інші мають децентралізовані системи, де ці рішення приймаються на місцевому чи регіональному рівнях. Одним із прикладів високо централізованої системи є система освіти в Китаї. Міністерство освіти встановлює навчальну програму, наглядає за підготовкою вчителів і регулює адміністрування школи. Ця система успішно підвищила рівень грамотності та розширила доступ до освіти, але її також критикували за сильний наголос на заучуванні та відсутність креативності. Навпаки, система освіти в Сполучених Штатах дуже децентралізована, коли кожен штат і місцевий шкільний округ мають значний контроль над навчальними програмами та фінансуванням. Ця система дозволила більше експериментувати та інновацій, але це також призвело до розбіжностей у якості освіти та результатах у різних регіонах.

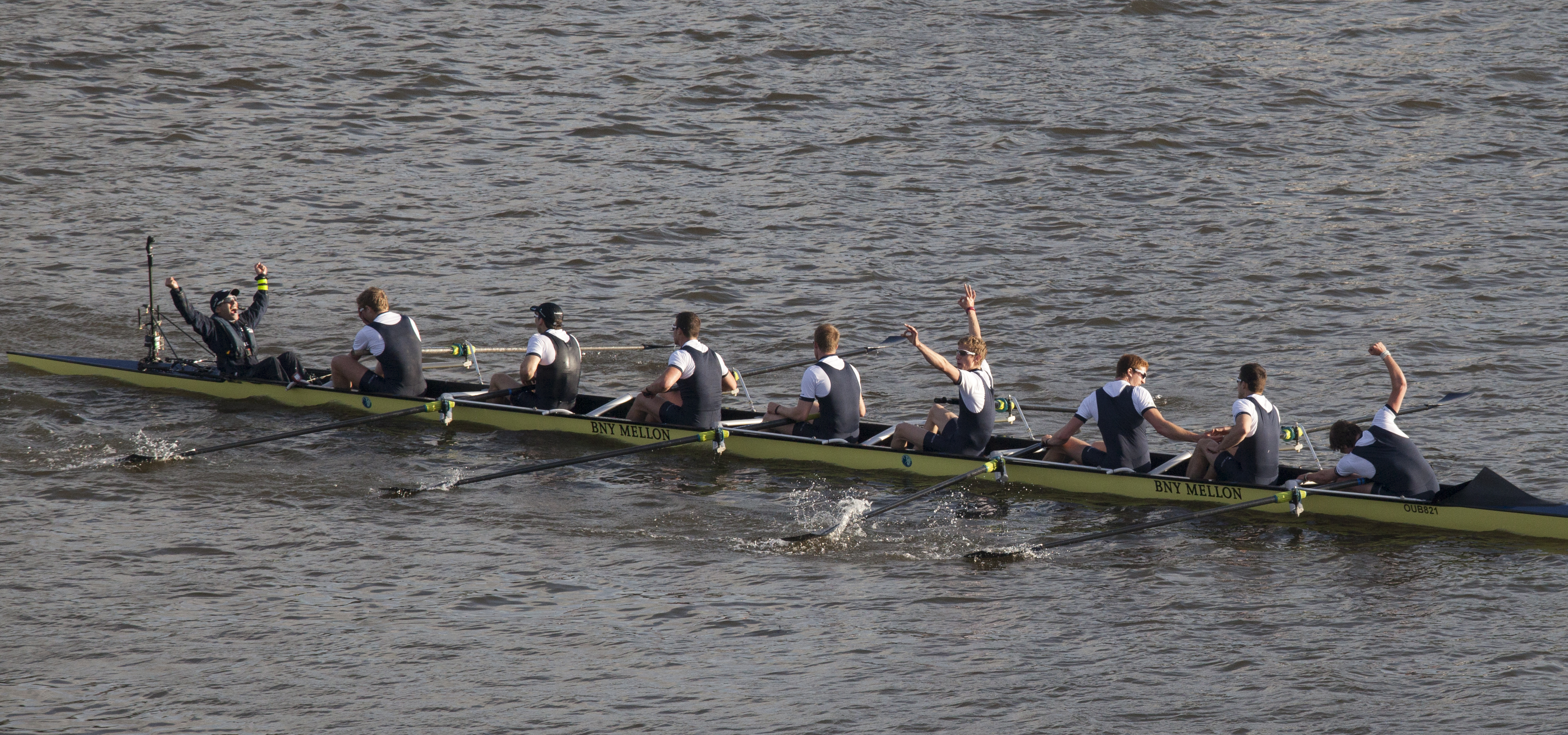
Змагання з веслування серед унерситетів (Оксфорд, Велика Британія)

Окрім централізації, інший спосіб класифікації освітніх систем ґрунтується на ролі уряду. Деякі країни мають повністю державне фінансування та адміністрування систем освіти, тоді як інші значною мірою покладаються на приватні школи та постачальників освіти. Наприклад, у Фінляндії система освіти повністю фінансується та управляється державою. Ця система була дуже успішною в досягненні високих рівнів грамотності та рахівництва серед учнів, а також у сприянні соціальній мобільності. Навпаки, система освіти у Великій Британії значною мірою покладається на приватні школи, що викликає занепокоєння щодо нерівності та соціального розшарування.
Незважаючи на ці відмінності, освітні системи стикаються з багатьма схожими проблемами, такими як фінансування, доступ і якість. Одним із перспективних підходів до вдосконалення освіти є використання інноваційних методів і технологій навчання. Наприклад, деякі країни запровадили "перевернуті класи", де студенти дивляться лекції онлайн і використовують час для обговорення та вирішення проблем. Інші інвестували в такі технології, як планшети та інтерактивні дошки, щоб покращити навчання.
В останні десятиліття в країнах Заходу набула широкого розповсюдження наукова експертиза у сфері освіти, яка здійснюється у формах «педагогічного аудиту», «психолого-педагогічної експертизи», «комплексної гуманітарної експертизи» тощо.
Загалом освітні системи відіграють вирішальну роль у формуванні майбутнього суспільства та економіки. Розуміючи сильні та слабкі сторони різних моделей і підходів, людство може працювати над покращенням освіти та просуванням більшої рівності та можливостей для всіх.

### Інтернаціоналізація

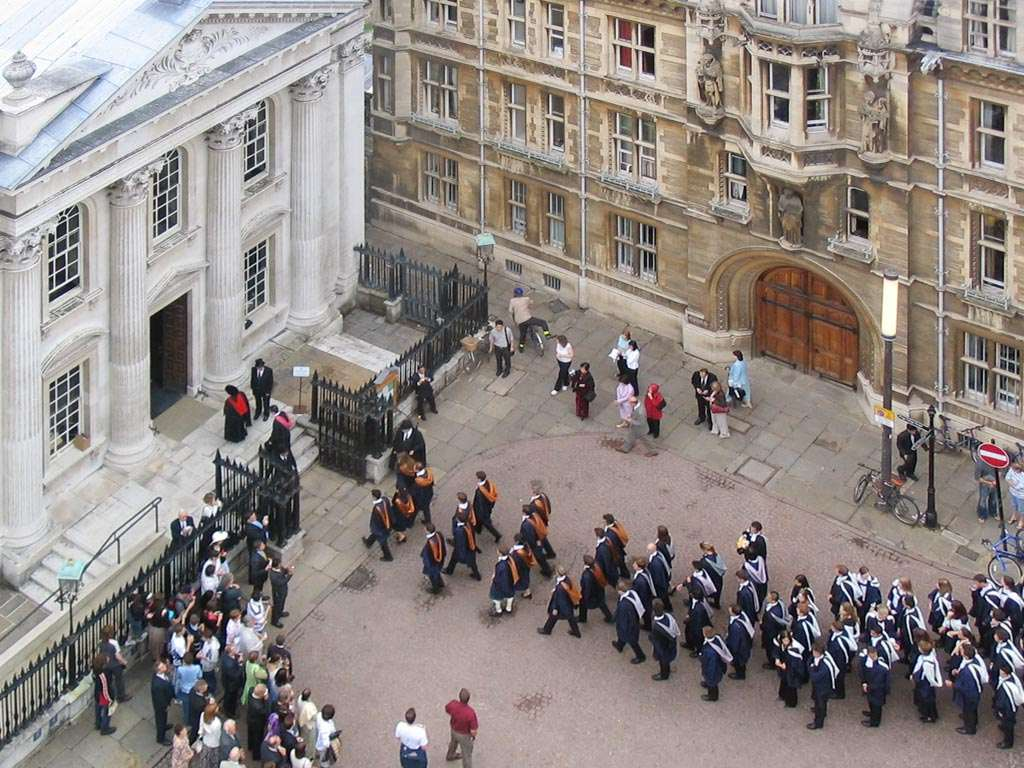
Випускники Кембриджського університету входять у Сенатський Будинок

Освіта стає все більш міжнародною. Матеріали стають все більш залежними від багатьох міжнародних факторів, проте обмін серед студентів на всіх рівнях також відіграє все важливішу роль. У Європі, наприклад, Програми Сократ-Еразмус стимулюють обмін між європейськими університетами. Крім того, Фонд Сороса надає багато можливостей для студентів з Центральної Азії та Східної Європи. Такі програми, як International Baccalaureate сприяли інтернаціоналізації освіти. Деякі вчені стверджують, що незалежно від того, чи є одна система краще або гірше іншої, різні шляхи отримання освіти часто можна вважати найбільш важливим, збагачуючим елементом міжнародного навчання.
Однак, необхідно також враховувати, що з 13 березня 2022 року, в зв`язку з російським вторгненням в Україну, дипломи вузів РФ більше не будуть визнаватися у світі. Так, AACSB (Асоціація з розвитку університетських бізнес-шкіл), Business Graduates Association (Асоціація випускників бізнес-шкіл), AMBA (Асоціація MBA програм), EFMD (Глобальна мережа бізнес-шкіл, компаній та асоціацій, що займаються розвитком менеджменту) вирішили вилучити акредитацію в усіх університетах РФ.

### Особливості освіти в скандинавських країнах
У середині XIX століття данський теолог Ніколай Фредерік Северін Ґрундтвіґ сформулював принцип, що забезпечив виживання данської держави: «Справжню демократію можна будувати лише з освіченими людьми». Його ідеї народної школи були спрямовані на підготовку державних службовців для служби на центральних державних посадах. Цей план не був реалізований через політичні кризи, але ідеї Грундтвіга стали основою майбутньої галузі неформальної освіти дорослих у Скандинавії. За 15 років в Данії було відкрито більше 50 народних шкіл, а рух народних шкіл активно розвивався в Швеції. З 1890 по 1924 роки в королівстві було відкрито більше 700 народних шкіл.
Скандинавська модель неформальної освіти є прикладом успішної інституціоналізації галузі неформальної освіти, яка забезпечує максимальну свободу та автономію для суб'єктів неформальної освіти. Основні принципи цієї моделі полягають у повній незалежності від формальної системи освіти, свободі у виборі того, чого навчатися і хто навчає, дидактиці, заснованій на діалозі та особистому досвіді учнів, свободі вибору та високому рівні участі студентів у ключових питаннях життя та діяльності шкіл, використанні у програмах сучасних суспільно-політичних та гуманітарних знань, розташуванні у сільській місцевості та обов'язковому навчанні з проживанням у кампусі школи.
Сучасний сектор неформальної освіти в країнах Північної співдружності за обсягами фінансування майже не поступається сектору державної формальної освіти з усіма університетами, інститутами, училищами та школами. Скандинавська модель неформальної освіти є вражаючим прикладом успішної реалізації ідеї про відповідальну громаду, яка розвивається у свідомих і забезпечених людей. Ця модель забезпечує інтеграцію людей у співтовариство, яке розділяє цінності та принципи соціально-політичного устрою, що допомагає створювати умови для формування вільної особистості, яка має високий ступінь внутрішньої референції, критичного мислення та здатність усвідомлено вибудовувати відносини у складному світі. Скандинави система передбачає, що вільний громадянин не з'явиться в системі освіти, побудованої на домінуванні, ієрархіях, зовнішній оцінці та надмірному контролі.
Ще один важливий аспект скандинавської моделі неформальної освіти - це акцент на здоровий спосіб життя та природний розвиток особистості. Багато шкіл та інших закладів неформальної освіти включають у свої програми фізичні вправи, спорт, екологію та знайомство з природою.
Також важливо відзначити, що скандинавські країни віддають велику увагу рівності участі у неформальній освіті. Це означає, що неформальні освітні програми доступні не тільки для еліти чи заможних верств населення, а для всіх громадян, незалежно від їх соціального статусу, статі, віку чи інших характеристик.
Загалом, скандинавський досвід розвитку неформальної освіти є дуже цікавим та показовим для інших країн. Його успіх забезпечується не тільки фінансуванням, але й відповідним підходом до планування та реалізації освітніх програм, а також підтримкою держави та громадськості. Такий підхід дозволяє створити умови для формування вільних та цивільно відповідальних громадян, які здатні самостійно розв'язувати складні завдання та вносити позитивні зміни у своє життя та суспільство в цілому.

### Освіта в країнах, що розвиваються
Освіта в країнах, що розвиваються, стикається з унікальними проблемами та можливостями порівняно з освітою в більш розвинених країнах. Хоча доступ до освіти є основним правом людини, багато країн, що розвиваються, намагаються забезпечити рівну та якісну освіту для своїх громадян, що буває проблематично через різні фактори, такі як бідність, недостатня інфраструктура та недостатнє фінансування. Це призводить до нерівності в освітніх можливостях між міською та сільською місцевістю, а також між різними соціально-економічними класами. Крім того, країни, що розвиваються, часто стикаються з браком кваліфікованих викладачів і застарілими навчальними програмами. Однак у країнах, що розвиваються, також існують інноваційні та успішні ініціативи, які вирішують ці виклики, такі як технології мобільного навчання та освітні програми на основі громад. Ноутбуки, стали широко доступні з 2008 року. Ноутбуки продаються за собівартістю або віддаються на основі пожертвувань. Це дозволить країнам, що розвиваються, дати своїм дітям освіту, і допомогти поширитися цифровим технологіям поширитися у всьому світі. Незважаючи на перешкоди, освіта в країнах, що розвиваються, залишається важливою сферою для інвестицій і вдосконалення, оскільки вона має потенціал розірвати порочне коло бідності та стимулювати економічне зростання.
Всезагальна початкова освіта є однією з восьми Цілей розвитку тисячоліття й в цьому були досягнуті великі успіхи в останнє десятиліття, однак багато чого ще належить зробити.

### Розвиток освіти

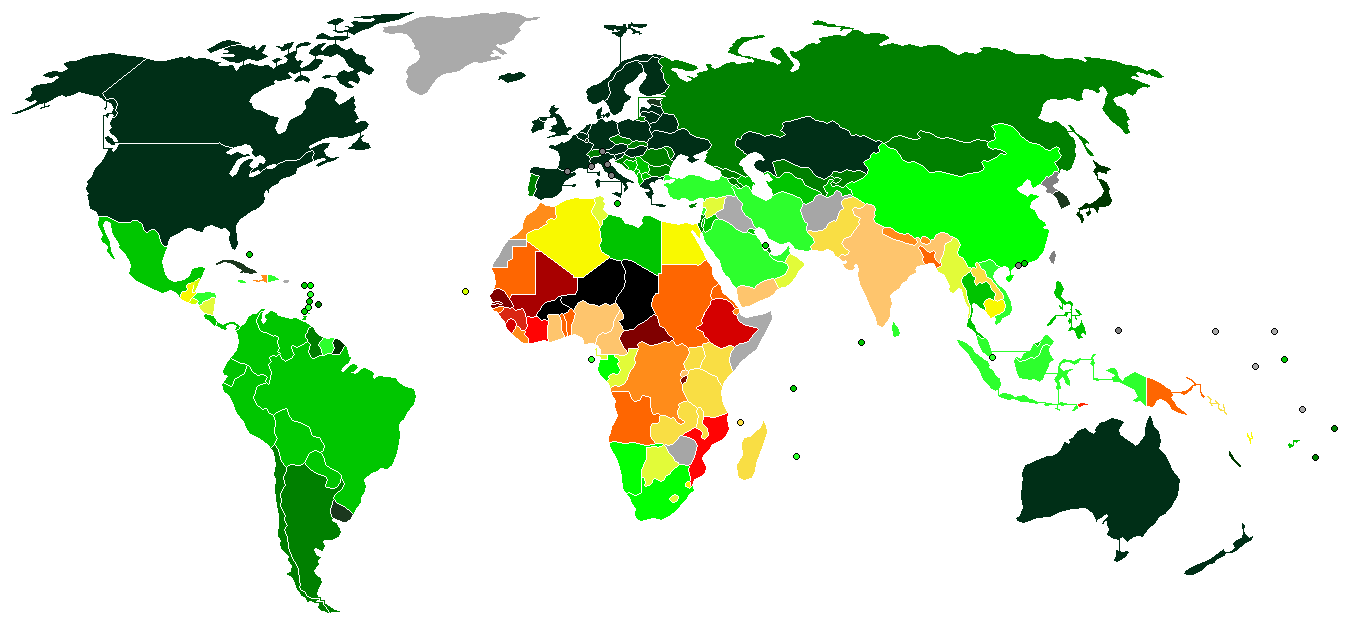
Рівень освіченості населення і різних країнах світу

Розвиток освіти – це процес, який охоплює різноманітні зміни та реформи, спрямовані на підвищення якості, доступності та актуальності систем освіти. Це включає зусилля з розширення доступу до освіти для маргінальних груп, таких як дівчата в деяких країнах, діти з обмеженими можливостями та ті, хто живе в бідності. Це також передбачає розробку нових навчальних програм і методів навчання, які краще відображають потреби суспільства, що змінюється, включаючи зростаючу важливість технологій і потребу в навичках критичного мислення. Крім того, розвиток освіти включає зусилля з покращення підготовки та підтримки вчителів, а також створення більш інклюзивних та ефективних навчальних закладів. Успішні приклади розвитку освіти можна побачити в таких країнах, як Фінляндія, де комплексні освітні реформи призвели до високо оціненої системи освіти. Оскільки світ продовжує розвиватися, розвиток освіти залишатиметься критичною сферою для інвестицій та інновацій.

### Журнали
- Освіта і Наука
- Наука і Освіта
- Освіта. Інноватика. Практика
- Освіта та розвиток обдарованої особистості
- Філософія освіти (укр., англ.)
- Медична освіта (сайт)
- Review of Educational Research
- Educational Dimension
- Educational Research Review
- Science Education
- Language Learning
- Journal of Teacher Education
- Journal of School Psychology
- Sociology of Education
- Internet and Higher Education
- Computers and Education
- Educational Technology Quarterly
- CTE Workshop Proceedings
- Strategic Organization
- International Journal of Educational Technology in Higher Education

### Книги
2021-сучасність
- СТРАТЕГІЯ РОЗВИТКУ ВИЩОЇ ОСВІТИ В УКРАЇНІ на 2021–2031 роки / Міністерство освіти і науки України
- Енциклопедія освіти / В. Г. Кремень. — Юрінком Інтер, 2021. ISBN 978-966-667-759-7. – 1144 с.
- Філософія освіти: навчальний посібник. – 2-ге видання / за наук. ред. академіка В. П. Андрущенка [та ін.]. – Київ  Вид-во НПУ імені М. П. Драгоманова, 2021. – 348 с.
- Серія книг Education Innovation Series (Springer, 2016-2020)
- Tierney Robert J.; Rizvi Fazal; Ercikan Kadriye (2022). International encyclopedia of education. (вид. 4th edition). Amsterdam. ISBN 9780128186305.
- Creativity and innovation in STEAM education. Frontiers in Education 7 (2022). ISSN 2504-284X. doi:10.3389/feduc.2022.1045407.
- Future-oriented science education for agency and sustainable development. / Laherto Antti; Levrini Olivia; Erduran Sibel, (2023). Frontiers Media SA. ISBN 978-2-8325-1936-3.
- Future of STEM education: Multiple perspectives from researchers. / Ramanathan Subramaniam; Mok Ida Ah Chee, (2023). Frontiers Media SA. ISBN 978-2-8325-1865-6.
- Open education for sustainable development: Contributions from emerging technologies and educational innovation. / Ramirez-Montoya та ін. (2023). Frontiers Media SA. ISBN 978-2-8325-1805-2.
- Transformative Learning, Teaching and Action in the Most Challenging Times. / Wolff Lili-Ann та ін. (2023). Frontiers Media SA. ISBN 978-2-8325-1156-5.

2006-2020
- Вища освіта і Болонський процес: Навчально-методичний посібник / Автори-укладачі: Ільченко А.М., Шейко С.В. – Полтава: РВВ ПДАА, 2014. – 316 с.
- Вища освіта різних країн світу: монографія / за наук. ред. О. І. Шапран. Переяслав, (Київ. обл.): ФОП Домбровська Я. М., 2020. 488 с.
- Вища освіта України. Європейська інтеграція вищої освіти України у контексті Болонського процесу. Теоретичний та науково-методичний часопис. —  Інститут вищої освіти НАПН України, 2015
- Економічні аспекти проблем розвитку вищої освіти в Україні: монографія / за заг. Ред.. д-ра екон.наук, проф., чл..-кор.НАПН України І.М. Грищенка. –Хмельницький: ХНУ, 2010.- 478 с.
- Європейський простір вищої освіти та Болонський процес: Навчально-методичний посібник / Т. М. Димань, О. А. Боньковський, А. Г. Вовкогон. – БНАУ, 2017. – Одеса: НУ «ОМА», 2017. – 106 с.
- Європейський Союз - Україна. Співробітництво у сфері вищої освіти. – Київ: Фенікс, 2011.
- Зарубіжна система вищої освіти. Навч. посіб. / Гагарін М.І.; Уман. держ. пед. ун. ім. П.Тичини. — Умань, 2017
- Розвиток вищої освіти: тенденції та перспективи / Дубасенюк О.А.; Людиноцентризм як основа гуманітарної політики України: освіта, політика, економіка, культура: матер. Всеукр. конф. К.: ІОД НАПН України. – 2011. – С. 135-142
- Освіта в Європі: основні характеристики: навч. посіб. для студ. магістеріуму напряму «Упр. навч. закл.» / М. В. Гаврилюк, М. П. Лещенко, З. Т. Магдач, Н. В. Мукан; за ред. М. П. Лещенко. — Львів: Вид-вол «Бескид Біт», 2008. — 244 с. — Тит. арк. парал укр., англ. — ISBN 966-8450-32-9
- Освіта в інноваційному поступі суспільства / С. М. Ніколаєнко. - Київ: Знання, 2006. - 207 с.: іл. - Бібліогр. с. 204-205
- Освітні системи країн Європейського Союзу: загальна характеристика. Навч. посіб для студ. ВНЗ / С.О. Сисоєва, Т.Кристопчук; Національна академія педагогічних наук України, Київ. універ. ім. Б. Грінченка. — Рівне, 2012
- Стратегія розвитку освіти України: початок XXI століття / С. М. Ніколаєнко; Міністерство освіти і науки України. — Київ.: Знання, 2006. - 253 с.
- Управління забезпеченістю національної економіки фахівцями з вищою освітою: досвід перетворень, теоретико-інструментальне підґрунтя: монографія / В. С. Пономаренко, О. В. Раєвнєва, В. Є. Єрмаченко. – Харків: ФОП Александрова К. М., 2014.
- Філософія освіти: пошук пріоритетів. [монографія]: у 7 книгах / В. Г. Кремень. – Київ: МП Леся, 2012. – 523 с.
- Філософія освіти. Світоглядно-гуманітарний вимір: людина-наука-культура-мистецтво-стиль мислення: монографія / С. Черепанова. — Львів.: Світ, 2011. — 408 c.
- Школа як соціокультурний образ суспільства / О.В. Сухомлинська // Шлях освіти. — 2009. — № 3. — С. 32-35.

1991-2005
- Вища освіта в країнах Заходу: соціальні та етичні аспекти / В. М. Шейко; Харківська державна академія культури. — Харків, 1999. — 151 c.
- Вища освіта в Україні і Болонський процес: Навч.-метод. посіб. для підготов. магістрів, асп. та перепідготов. викл. вищ. навч. закл. / С. М. Гончаров, В. С. Мошинський; Нац. ун-т вод. госп-ва та природокористування. — Рівне, 2005. — 141 c.
- Вища (університетська) освіта: становлення і розвиток: Навч.-метод. посіб. / Н. О. Терентьєва. — Черкаси, 2005. — 192 c.
- Загальний огляд історичного розвитку зарубіжної освіти (від стародавніх часів до XIX століття) / І. Є. Курляк; Львів. нац. ун-т ім. І.Франка. Каф. педагогіки. — Л., 2000. — 70 c. — (Навч.-метод. посіб.; Вип. 2). — Бібліогр.: 51 назва.
- Міжнародне співробітництво та університетська освіта: Матеріали міжнар. наук. конф. / ред.: В. Д. Будак; Ін-т педагогіки та психології проф. освіти АПН України. — Миколаїв: Вид-во МФ НаУКМА, 2000. — 263 c.
- Мовна освіта у вищій школі / В. С. Акімова // Вісн. Придніпр. держ. акад. буд-ва та архіт. — 2001. — № 7. — С. 5-8.
- Наука та освіта в Україні: сучасні проблеми і можливі шляхи їх вирішення / С. О. Довгий // Наука та наукознавство. — 2001. — № 2. — С. 104—109.
- Неперервна професійна освіта: проблеми, пошуки, перспективи / ред.: І. А. Зязюн; АПН України. Ін-т педагогіки і психології проф. освіти. — Київ: Віпол, 2000. — 636 c.
- Освіта в економічному вимірі: потенціал та механізм розвитку / І. С. Каленюк; Ін-т вищої освіти АПН. — Київ.: ТОВ «Кадри», 2001. — 326 c.
- Освіта в системі культури / Р. О. Позінкевич. — Луцьк: РВВ «Вежа» Волин. держ. ун-ту ім. Л. Українки, 2000. — 348 c.
- Освіта і наука в Україні — інноваційні аспекти. Стратегія. Реалізація. Результати / В. Г. Кремень. — Київ: Грамота, 2005. — 447 c.
- Освіта у сучасному світі (порівняльний контекст): Навч. посіб. / Н. В. Кічук; Ізмаїл. держ. пед. ін-т. — Ізмаїл, 2001. — 88 c. — (Порівняльна педагогіка).
- Приватна вища освіта: шляхи України у світовому вимірі / О. Л. Сидоренко. — Харків: Основа, 2000. — 255 c.
- Професійна освіта: Слов.: Навч. посіб. / ред.: Н. Г. Ничкало; уклад.: С. У. Гончаренко; АПН України. Ін-т педагогіки і психології проф. освіти. — Київ.: Вища шк., 2000. — 380 c.
- Університетська освіта України XXI століття: проблеми, перспективи, тенденції розвитку: Міжнар. наук.-практ. конф. 15 — 16 груд. 2000 р.: Тези доп. / Харк. нац. ун-т ім. В. Н. Каразіна. — Харків, 2000. — 275 c.

### Безкоштовні освітні ресурси
Найвідоміші онлайн-ресурси з безкоштовними освітніми курсами. Платною може бути тільки сертифікація, хоча є багато курсів з безкоштовною сертифікацією.

#### Українські
- Prometheus — одна з найбільших українських освітніх платформ масових відкритих онлайн-курсів (Програмування, Бізнес, Маркетинг, Дизайн, Іноземні мови та ін.)
- EdEra — українська студія онлайн освіти. Онлайн-курси, спецпроекти, інтерактивні підручники, освітні блоги, підготовка до вступу в ВНЗ.
- WiseCow — український відеолекторій, з короткими відео про українську культуру та історію.
- Дія.Освіта — національна освітня онлайн-платформ. Освітні серіали, курси, гайди, подкасти на різні теми — від кібербезпеки та фінансів, до професійних курсів кондитера та дата-алалітика.
- Україновомні курси від Google  — курси з основи програмування, мистецтва публічних виступів, онлайн-маркетингу. Є безкоштовна сертифікація.
- Lingva — масштабний соціальний проект, створений за підтримки Уряду України для вивчення англійської та німецької мов.
- Освітній хаб міста Києва — курси з маркетингу, продажів і комунікацій, управління людьми, екології, ораторського мистецтва, критичного мислення, розвитку пам'яті та багато інших.
- ВУМ online — курси з права, менеджменту, креативного мислення, батьківства, фінансів, персонального розвитку, підприємництва, розумінням побудови та діяльності відкритого суспільства і його формування в Україні.
- Impactorium — платформа онлайн-освіти зі сталого розвитку. На ній розміщені короткі онлайн майстер-класи, блоги, трансляції конференцій.

#### Світові
Багато з курсів на цих платформах мають український переклад або субтитри.
- Coursera — найбільша освітня платформа в світі. Курси на будь-яку тематику. Є сертифікація.
- Khan Academy — безкотовні відео-курси з математики, історії, медицини, фінансів, фізики, хімії, біології, астрономії, економікі, космології, макро- і мікроекономіки, комп'ютерних наук.
- TED — англомовна конференція TED, де багато провідних спеціалістів із різних сфер діляться своїми прогресивними думками.
- EDX — курси за 24 напрямами, серед яких комп'ютерні технології, статистика, література та інші, що повторюють реальні лекції, які викладаються в Гарварді, університеті Корнуелла та інших відомих навчальних закладах.
- Udacity — курси переважно технічного напрямку, але не тільки, з можливою подальшою допомогою у працеплаштуванні у міжнародні компанії.
- Udemy — найрізноманітніші курси, серед яких продуктивність, стиль життя чи музика. Є як безоплатні курси, так і платні. Навчальні матеріали представлені у вигляді відео, аудіо, презентацій і тексту.
- Stanford Open Edx — доступ до професійного освітнього контенту від численних шкіл і університетських кафедр, та безкоштовні онлайн-курси від Стенфордського університету.
- Codecademy — інтерактивна онлайн-платформа з вивчення 7 мов програмування – Python, PHP, jQuery, JavaScript, Ruby, а також описових мов зовнішньої розмітки сторінок HTML і CSS.
- OpenupEd – загальноєвропейська ініціатива, де студенти можуть обрати понад 200 безкоштовних онлайн курсів 13 мовами.

1. ↑  Міністерство освіти і науки України - Платформи для вдосконалення навичок і саморозвитку. mon.gov.ua (ua) . Процитовано 14 березня 2023.
2. ↑  Main Site - ТОП-12 освітніх майданчиків з безкоштовними онлайн-курсами. eukraine.org.ua (ua) . Процитовано 14 березня 2023.